# Dinoszauruszok
A dinoszauruszok (Dinosauria) a gerinchúrosok kládjába tartozó ősállatok egy vegyes csoportját jelenti. Változatos méretű (csirke nagyságútól a 30 méteresig terjedő), szárazföldi állatok voltak, melyek körülbelül 170 millió éven át uralták az egyes ökoszisztémákat. A triász időszakban, mintegy 243–233 millió éve jelentek meg, és a kréta időszak végén, körülbelül 66 millió éve (a kréta–tercier kihalási esemény során) pusztultak ki (a madarak kivételével). A Földön található kövületek összessége (a fosszilis rekord) azt jelzi, hogy a madarak a jura időszak során a theropoda dinoszauruszok egyik ágából fejlődtek ki. E madarak egy része, köztük a modern madarak ősei túlélték a kréta–tercier eseményt. Emiatt a modern osztályozási rendszerek ezeket az állatokat a dinoszauruszok egy máig fennmaradt csoportjának tekintik.
A dinoszauruszok változatos állatcsoportot alkottak. Az őslénykutatók több mint ötszáz különböző nemet és több mint 1000 fajt azonosítottak, maradványaikat pedig a Föld összes kontinensén megtalálták. A 19. század első felében a tudósközösség nagy része úgy vélte, hogy a dinoszauruszok lomhák, hideg vérűek és alacsony értelmi képességűek lehettek, az 1970-es években azonban a kutatások eredményeként megállapították, hogy aktív, magasabb anyagcsereszintű állatok voltak, melyek a társas kapcsolatokhoz szükséges adaptációkkal is rendelkeztek. Voltak köztük növényevők, húsevők és mindenevők is, egy részük négy lábon, más részük pedig alkalmanként vagy kizárólag két lábon járt. Több fajuknál bonyolult csontváz módosulások, például testpáncél, szarvak vagy fejdíszek alakultak ki. A dinoszauruszokat általánosságban nagy méretűnek tartják, de sokuk ember nagyságú vagy annál kisebb volt. A legtöbb nagy csoportjuk fészeképítő, tojásrakó állatként ismert, ami arra utal, hogy a modern madarakhoz hasonlóan szaporodtak.
A dinoszaurusz szót néha tévesen használják olyan őshüllőkre is, mint a pelycosaurusok közé tartozó Dimetrodon, a szárnyas pteroszauruszok, a vízi ichthyoszauruszok, plezioszauruszok és a moszaszauruszok, pedig ezek nem tartoznak a dinoszauruszok közé.
Miután a 19. század elején a dinoszauruszok megkövesedett csontjainak mibenlétére fény derült, azok rövidesen világszerte a múzeumok legfőbb látványosságai lettek, és a kultúra részévé váltak. Számos sikeres könyvben és filmben szerepelnek, mint például a Jurassic Parkban (Őslénypark), a média pedig rendszeresen beszámol az új leletekről és hipotézisekről.

## Ismertetés

### Etimológia

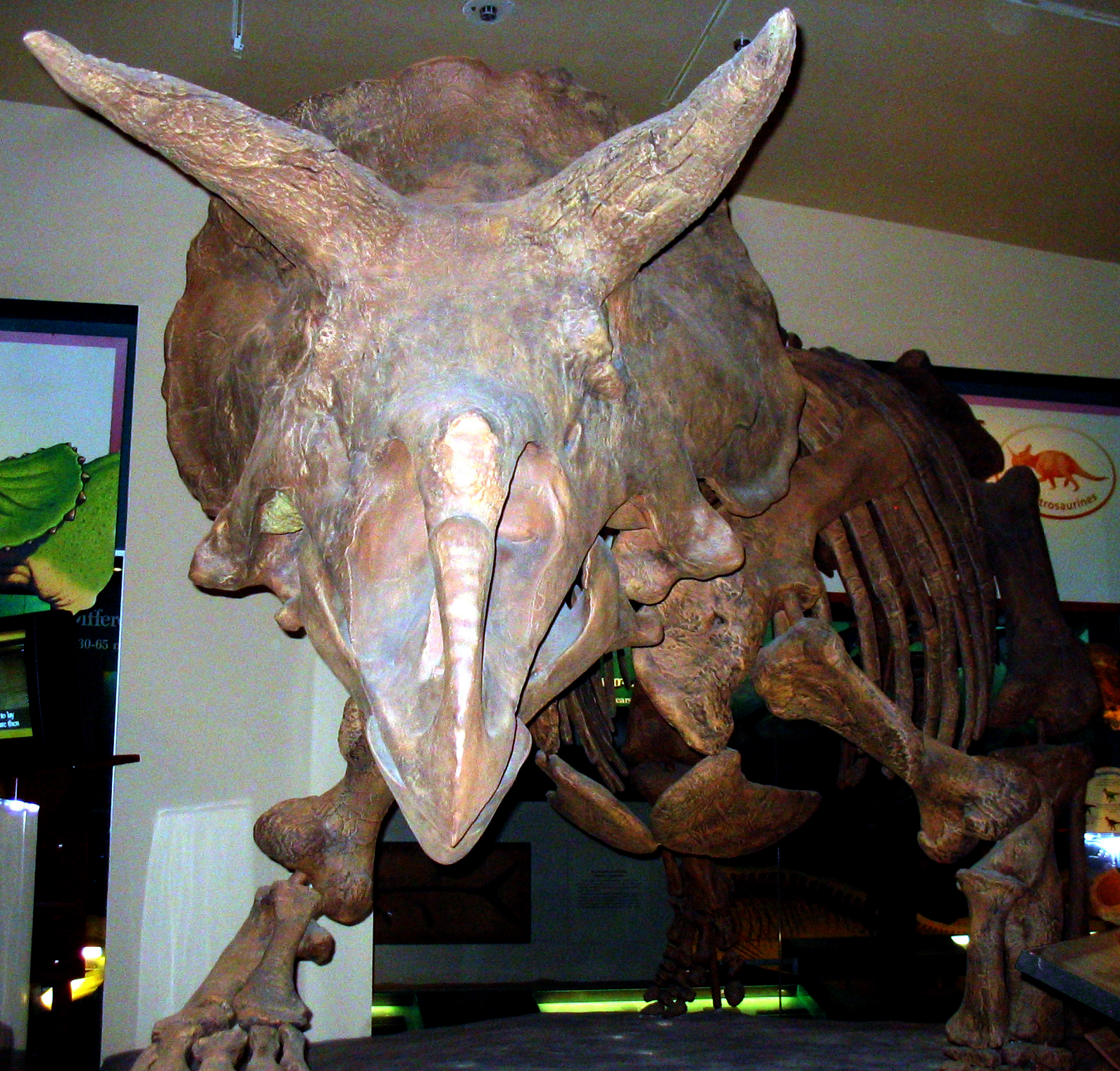
A Triceratops csontváza a Smithsonian Nemzeti Természetrajzi Múzeumban

A „Dinosauria” öregrend elnevezése 1842-ből, Sir Richard Owen angol tudóstól származik, aki ezzel a szóval utalt a „Sauria hüllők megkülönböztetett törzsére vagy alrendjére” melynek tagjaira Angliában és a világ más tájain találtak rá. A kifejezés az ógörög δεινός / deinosz ('rettenetes', 'ijesztően nagy' vagy 'félelmetes') és σαῦρος / szaürosz ('gyík' vagy 'hüllő') szavak összetételéből származik. Ezzel Owen inkább a kihalt állatok mérete és fenségessége iránti tiszteletét kívánta kifejezni, mintsem az óriási termetük, fogazatuk és állkapcsuk által kiváltott félelmét.

### Modern definíció
A filogenetikus rendszertanban a dinoszauruszokat olyan csoportként határozzák meg, amely tartalmazza a Triceratops és a Neornithes alosztály (azaz a modern madarak) legközelebbi közös ősét, és annak valamennyi leszármazottját. A dinoszauruszok a Megalosaurusra és az Iguanodonra hivatkozva is definiálhatók, ugyanis Richard Owen az akkor ismert három nem közül ezt a kettőt nevezte meg, a Dinosauria öregrend megalkotásakor. Mindkét definíció az állatok ugyanazon halmazát definiálja dinoszauruszként, beleértve a theropodákat (melyek többnyire két lábon járó húsevők), a sauropodomorphákat (melyek többnyire négy lábon járó, nagy méretű, hosszú, nyakkal és farokkal rendelkező növényevők), az ankylosaurusokat (páncélozott négy lábon járó növényevők), a stegosaurusokat (lemezes, négy lábon járó növényevők), a ceratopsiákat (csontgallérral és szarvakkal rendelkező, négy lábon járó növényevők) és az ornithopodákat (két vagy négy lábon járó „kacsacsőrű” növényevők). Ezek a definíciók megfelelnek azoknak a dinoszauruszokkal kapcsolatos tudományos elképzeléseknek, melyek megelőzik a modern filogenetika használatát. A jelentésük változatlansága megakadályozza a „dinoszaurusz” szó értelmezésével kapcsolatos esetleges félreértéseket.

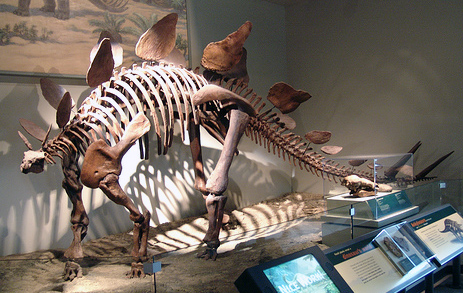
A Stegosaurus csontváza a chicagói Field Múzeumban

Az őslénykutatók széles körben elfogadják, hogy a madarak a theropoda dinoszauruszok leszármazottai. A szűkebb, kladisztikai definíció értelmében pedig, mivel a közös ős révén a madarak és a dinoszauruszok rokonok, ezért ez utóbbiak a dinoszauruszok egy nem kihalt fejlődési ágának tekinthetők. A modern madarakat a legtöbb őslénykutató a Maniraptora alcsoportba sorolja, amely a coelurosaurusokon, és a theropodákon keresztül a hüllőmedencéjűek közé tartozik, amelyek dinoszauruszok.
Bár a kladisztika szemszögéből nézve a madarak dinoszauruszok, a hétköznapi nyelvben a dinoszaurusz szó mégsem utal a madarakra. Továbbá a madarak közé nem tartozó dinoszauruszokra, mint „nem madár dinoszauruszokra” hivatkozni kényelmetlen, ezért ez a szócikk a „dinoszaurusz” szót a „nem madár dinoszaurusz”, a „madár” szót pedig a „madár dinoszaurusz” szinonimájaként használja. A „nem madár dinoszaurusz”, illetve a „madarak közé nem tartozó dinoszaurusz” kifejezés csupán nyomatékosításra szolgál.

### Általános ismertetés
A fenti definíciók értelmében a dinoszauruszok (a madaraktól elkülönítve) általánosan úgy írhatók le, mint a test alatt elhelyezkedő lábakkal rendelkező szárazföldi archosaurus hüllők, melyek a késő triász kortól (pontosabban annak karni korszakától) a késő kréta korig (pontosabban annak maastrichti korszakáig) éltek. A dinoszauruszok voltak a mezozoikum domináns szárazföldi gerinces állatai, főként a jura és kréta idején. Az állatok egyéb csoportjai méretüket és ökológiai fülkéiket (niche-eiket) illetően korlátozottak voltak; például az emlősök ritkán lépték túl egy macska méretét, általában rágcsáló méretű ragadozók voltak, melyek apró állatokkal táplálkoztak. Egy nevezetes kivétel a Repenomamus giganticus, egy 12–14 kilogramm tömegű triconodonta, ami olyan kis méretű dinoszauruszokkal táplálkozott, mint például a Psittacosaurus fiatal egyedei.
A dinoszauruszoknak rendkívül sokféle változata alakult ki; egy 2006-os tanulmány szerint több mint 600 nemet sikerült egyértelműen azonosítani, és összesen mintegy 1850 nem létezését feltételezik, melynek közel 75%-a még felfedezésre vár. Egy korábbi tanulmány 3400 nem létét valószínűsítette, beleértve azokat is, amelyeknek nem maradtak fenn maradványaik a fosszilis rekordban. 2008. szeptember 17-ére az 1824 óta elnevezett fajok száma elérte az 1047-et. Voltak köztük húsevők és növényevők, két lábon és négy lábon járók, valamint olyanok, amelyek az Ammosaurushoz és az Iguanodonhoz hasonlóan mindkét módon könnyedén tudtak mozogni. Sokuk csontos pajzzsal, szarvval vagy fejdísszel bírt. Ismertek óriási méretűek, de volt köztük sok ember nagyságú vagy annál kisebb is.
A dinoszauruszok maradványai valamennyi kontinensen megtalálhatók, beleértve az Antarktiszt is. Számos nem fosszíliáit több kontinensen is felfedezték, megerősítve azt az általánosan elfogadott elméletet, miszerint egykor az összes földterület egyetlen szuperkontinensként létezett, amelyet Pangeának neveznek. A Pangea 230 millió évvel ezelőtt, a triász időszakban kezdett feldarabolódni.

### Egyedi anatómiai jellegzetességek
Habár az újabb keletű felfedezések miatt bonyolulttá vált általánosan elfogadott listát készíteni a dinoszauruszok egyedi tulajdonságairól, szinte mindegyikük csontvázán számos hasonló eltérés található az ősi archosaurusokéhoz képest. Azonban a dinoszauruszok egyes későbbi csoportjainál e jellegzetességek további változatai figyelhetők meg, melyekről azt gondolják, hogy az összes dinoszaurusznál megtalálhatók; tehát már a legelsők is rendelkeztek velük, és a leszármazottaik örökölték ezeket. Az ilyen rendszertani csoporton belül előforduló közös struktúrákat szünapomorfiáknak nevezik.
A dinoszauruszok szünapomorfiái között az alábbiak találhatók: meghosszabbodott kiemelkedés a felkarcsonton, ami a kulcscsonti (clavipectoriális) izmokkal való kapcsolódáshoz szükséges; egy perem a csípőcsont hátsó részén; egy széles és lapos él és egy kifelé és hátrafelé mutató perem a sípcsonton; egy felfelé mutató kiálló rész a sarokcsontok részét képező talus csonton, ami a sípcsontot rögzíti.

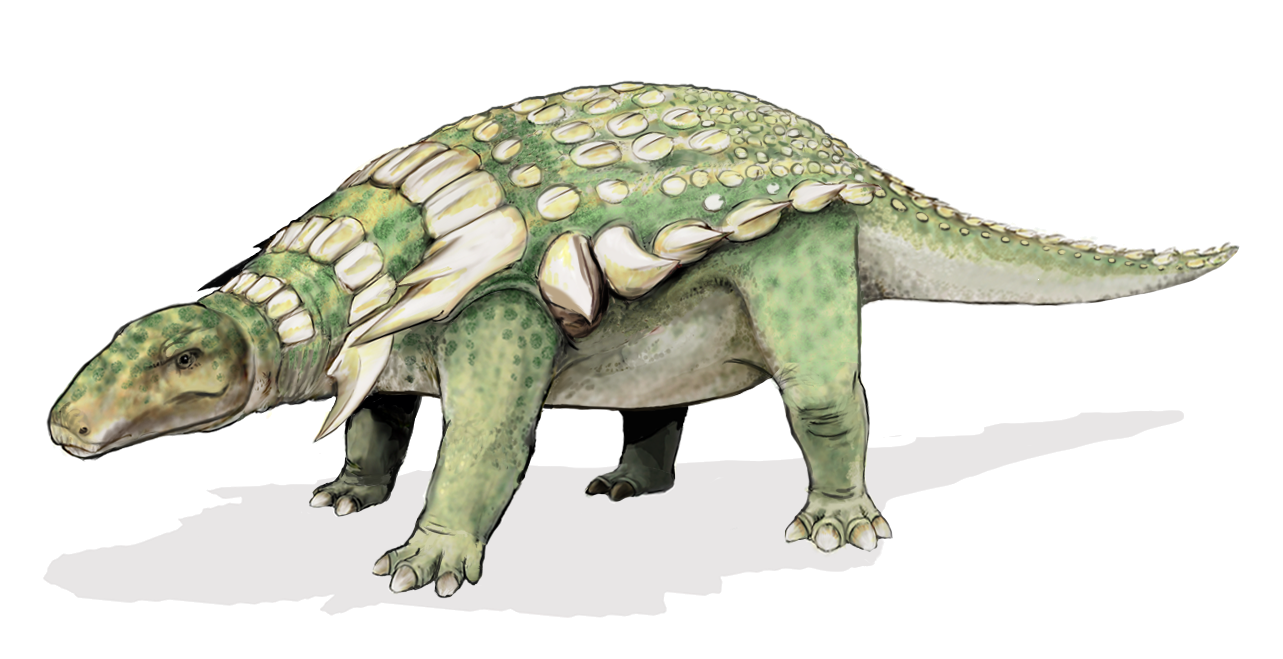
Az Edmontonia, az Ankylosauria csoport tagja, egy páncélos dinoszaurusz

Számos dinoszaurusz csontvázán találhatók egyéb hasonló jellegzetességek, melyek azonban vagy az archosaurusok más csoportjainál is felfedezhetők, vagy nem fordulnak elő valamennyi korai dinoszaurusznál, így nem tekinthetők szünapomorfiáknak. Például a diapsida hüllőkre jellemzően, a dinoszauruszok koponyáján is megtalálható két pár (a szemek mögött elhelyezkedő) oldalsó nyílás (temporal fenestrae), a pofarésznél és az állkapcson. Ismertek olyan jellegzetességek is, amiket egykor szünapomorfiáknak tartottak, de mára kiderült, hogy már a dinoszauruszok előtt megjelentek, vagy a korai dinoszauruszoknál hiányoztak, és tőlük függetlenül fejlődtek ki az egyes csoportoknál. Ezek közé tartozik a meghosszabbodott lapocka; a három vagy több összenőtt csigolyából álló keresztcsont (más archosaurusoknál három, a Herrerasaurusnál azonban már csak kettő található); valamint a lyukas csípőüreg (acetabulum) (ami a Saturnalia esetében beforrt). Emellett probléma annak pontos meghatározása is, hogy mik azok a jellemzők, amikkel a késő triász idején élt, kevéssé ismert korai dinoszauruszok és egyéb archosaurusok rendelkeztek, melyek több szempontból hasonlóak voltak; néha tévesen is azonosítják őket.

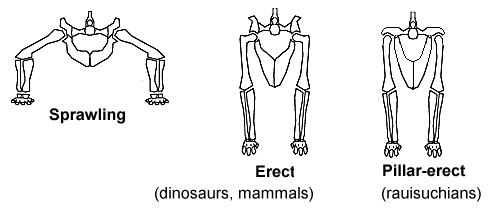
Csípőízületek és a hátsó lábak helyzete. Balról jobbra: terpesztett (krokodilok és egyéb hüllők), egyenesen álló (dinoszauruszok, emlősök), oszlopszerűen álló (rauisuchiák)

A dinoszauruszok lábának függőleges helyzete hasonló a legtöbb ma élő emlőséhez, de különbözik a legtöbb egyéb hüllőétől, melyek lábai kétoldalt, terpesztett helyzetben állnak (Ez a tény 1909 óta ismert.). Ez a testhelyzet a medence oldalra nyíló mélyedésének fejlődésével, és egy ehhez illeszkedő, befelé irányuló combcsonti fejrész létrejöttével vált lehetővé. Ez a felegyenesedett helyzet lehetővé tette a dinoszauruszok számára, hogy könnyedén lélegezzenek mozgás közben, továbbá olyan kitartást és aktivitási szintet érhettek el általa, ami meghaladta a „terpesztett lábú” hüllőkét. A függőlegesen álló lábak feltehetően a méretnövekedést is lehetővé tették azzal, hogy csökkentették a lábakra jutó terhelést. Egyes nem dinoszaurusz archosaurusok, például a rauisuchiák, szintén függőlegesen álló lábakkal rendelkeztek, de ezt az oszlopszerűen álló csípőízülettel érték el, aminél nem a combcsont kinövése illeszkedik be az medenceüregbe, hanem a csípőcsont felső része fordul ki, egy kinyúló peremet alkotva.

## Természettudomány

### Eredet és korai evolúció

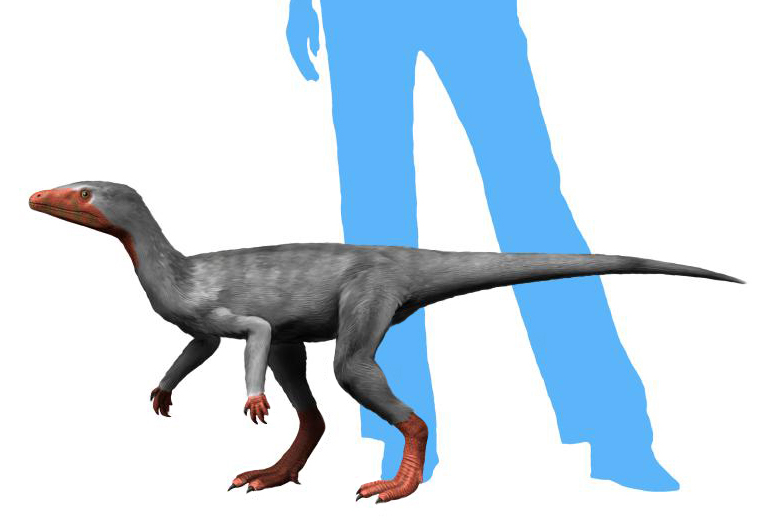
Az Eoraptor az egyik legkorábbi dinoszaurusznem

Sok tudós hosszú időn át úgy gondolta, hogy a dinoszauruszok több, egymáshoz nem kapcsolódó csoportja hasonló hatások következtében fejlődött, egy polifiletikus halmazt alkotva, de a későbbiekben kiderült, hogy ezek az állatok egyetlen csoportnak tekinthetők.
A dinoszauruszok 230 millió évvel ezelőtt, a középső és késő triász kor folyamán távolodtak el archosaurus őseiktől, 20 millió évvel a perm és triász időszakok határán bekövetkezett kihalási hullám után, melyben a becslések szerint a földi élet 95%-a elpusztult. A korai dinoszauruszok közé tartozó Eoraptor, a fosszíliái radiometrikus vizsgálata alapján ekkor élt. Az őslénykutatók ezt az állatot tekintik valamennyi dinoszaurusz ősének; eszerint az első dinoszauruszok kis méretű, két lábon járó ragadozók voltak. A kezdetleges dinoszaurusz-szerű ornithodirák, mint például a Marasuchus és a Lagerpeton felfedezése Argentína középső triász kori kőzetrétegeiben, ezt az elképzelést támogatja; a kiásott fosszíliák elemzése arra enged következtetni, hogy ezek az állatok csakugyan kis, két lábon járó ragadozók voltak.
A dinoszauruszok megjelenésekor a szárazföldi élőhelyeket különböző bazális archosaurusok és therapsidák, például aetosaurusok, cynodontiák, dicynodontiák, ornithosuchidák, rauisuchiák és rhynchosaurusok birtokolták. Ezek legtöbbje más állatokkal együtt kihalt a triász végén két kihalási esemény során. Az első a karni és nori korszakok határán következett be (körülbelül 215 millió éve), mikor a dicynodonták és a különböző bazális archosauromorphák, mint például a prolacertiformák és rhynchosaurusok kihaltak. Ezt követte a triász–jura kihalási esemény (körülbelül 200 millió éve), ami végzett a korai archosaurusok olyan egyéb csoportjaival, mint az aetosaurusok, az ornithosuchidák, a phytosaurusok és a rauisuchiák. Ezek a veszteségek szabadon hagyták a szárazföldet a crocodylomorphák, a dinoszauruszok, az emlősök, a pteroszauruszok, és a teknősök számára.
A kezdetleges dinoszauruszok első képviselői változatosabbak lettek a triász időszak karni és nori korszakai során, és betöltötték a kihalt csoportok ökológiai fülkéit. A hagyomány szerinti elképzelés a dinoszauruszokkal kapcsolatban az, hogy egy hosszú ideig tartó versengés során emelkedtek a különböző triász időszakban élt szárazföldi állatok fölé, és váltották le őket. Ezt manapság számos okból valószínűtlennek tűnik. A dinoszauruszok változatosságának és létszámának növekedése nem mutat egyenletességet, mint ahogy arra számítani lehetne abban az esetben, ha más állatcsoportokkal versengtek volna; ehelyett úgy tűnik meglehetősen ritkák voltak a karni korszak idején, amikor mindössze az állatvilág 1–2%-át alkották. A nori korszakban azonban, miután a többi állatcsoport kihalt, az állatvilág jelentős tényezőjévé váltak, 50–90%-os részesedést elérve. Emellett kiderült, hogy dinoszauruszok legfontosabb adaptációjának tartott egyenes testhelyzet, több, kevésbé sikeres kortárs csoportnál is kialakult (például az aetosaurusoknál, az ornithosuchidáknál, a rauisuchiáknál és egyes crocodylomorpháknál). Végső soron a késő triász egy olyan időszak volt, ami nagy felfordulást okozott az élőlények számára, egyaránt változást hozott a növényvilágban, a tengeri élővilágban, és az időjárásban.
A crurotarsikat, napjainkban csak a krokodilok képviselik, de a késő triász idején olyan mára kihalt csoportjai is éltek, mint aetosaurusok, a phytosaurusok, az ornithosuchiák és a rauisuchiák, melyek ebben ez időszakban sokkal változatosabbak voltak, mint a dinoszauruszok, ami azt jelzi, hogy a dinoszauruszok túlélése inkább a szerencsén, mint a felsőbbrendűségen múlott.

### Kis mértékű változatosság a kréta időszakban
A nyers adatokon végzett statisztikai elemzés alapján arra lehet következtetni, hogy a dinoszauruszok egyre változatosabbá váltak, például a késő kréta idején, amikor a fajok száma megnövekedett. Azonban 2008 júliusában Graeme T. Lloyd és kollégái kijelentették, hogy a sokféleség csupán a mintavételi torzítás eredménye, mivel a késő kréta kori sziklákat nagyon alaposan tanulmányozták. Véleményük szerint a dinoszauruszok csak két alkalommal váltak sokfélévé a késő kréta idején, melyek közül az első alkalom a hadrosauridák és a ceratopsiák elterjedése volt. A középső kréta során a virágos zárvatermő növények azon szárazföldi ökoszisztémák fő részévé váltak, amiket korábban a nyitvatermők, például a tűlevelűek uraltak. A növényevő dinoszauruszok koprolitjai (fosszilizálódott ürülékei) azt jelzik, hogy miközben némelyik zárvatermőket fogyasztott, a többségük nyitvatermőkkel táplálkozott. Ezalatt a növényevő rovarok és emlősök gyors ütemben váltak egyre változatosabbá, hogy előnyre tegyenek szert az új fajta növényi táplálék fogyasztásával, és sokféle gyík, kígyó, krokodil, valamint madár is megjelent. Lloyd és kollégái szerint azok a dinoszauruszok, amelyek nem voltak képesek változatossá válni, az ökoszisztémák változásával összhangban, kihaltak.

### Rendszerezés

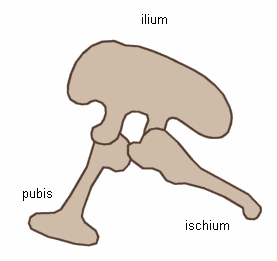
A hüllőmedencéjűek medencecsontja

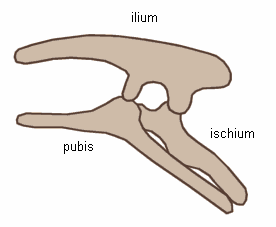
A madármedencéjűek medencecsontja

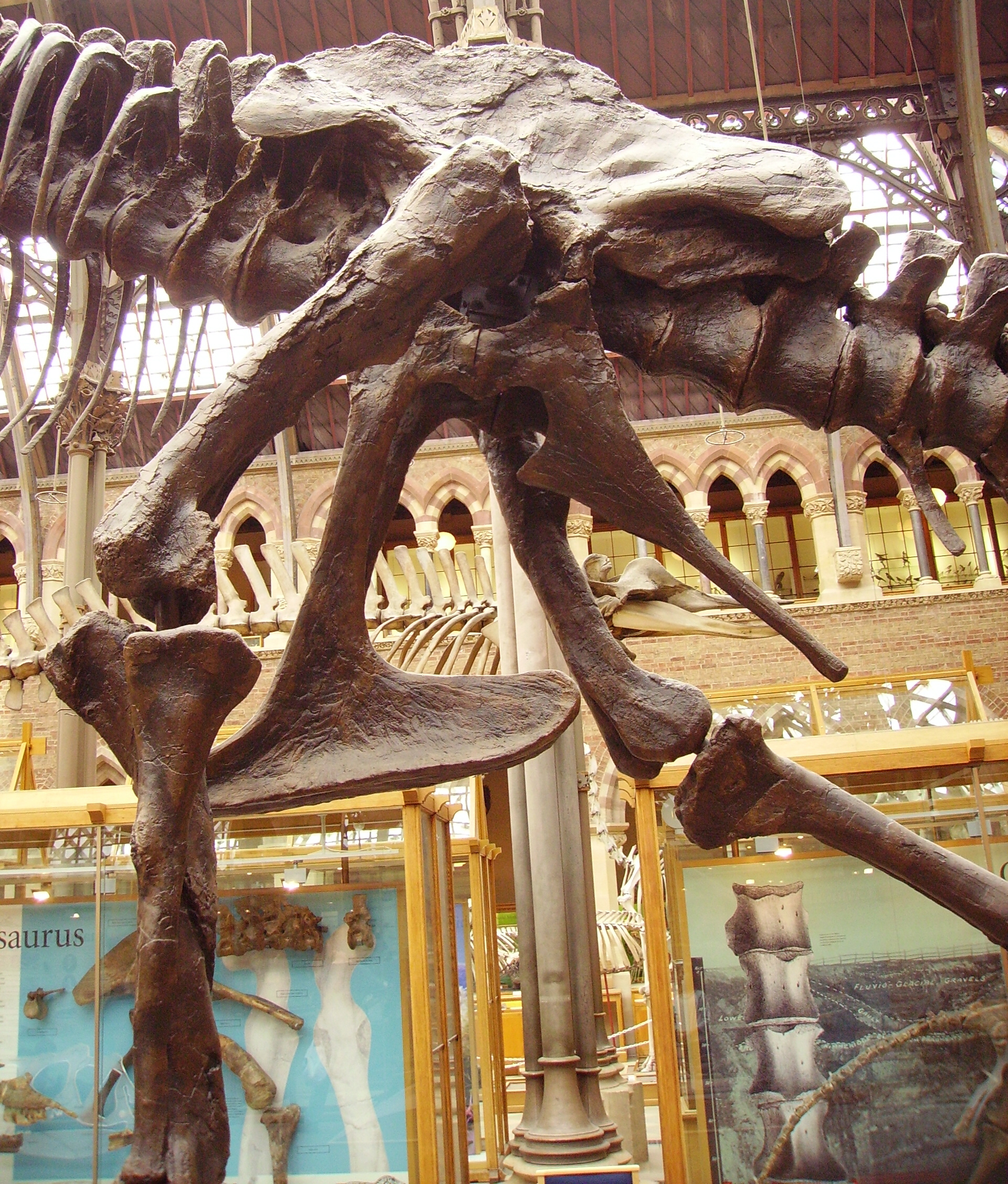
A Tyrannosaurus medencéje (a hüllőmedencéjűek jellegzetességeivel)

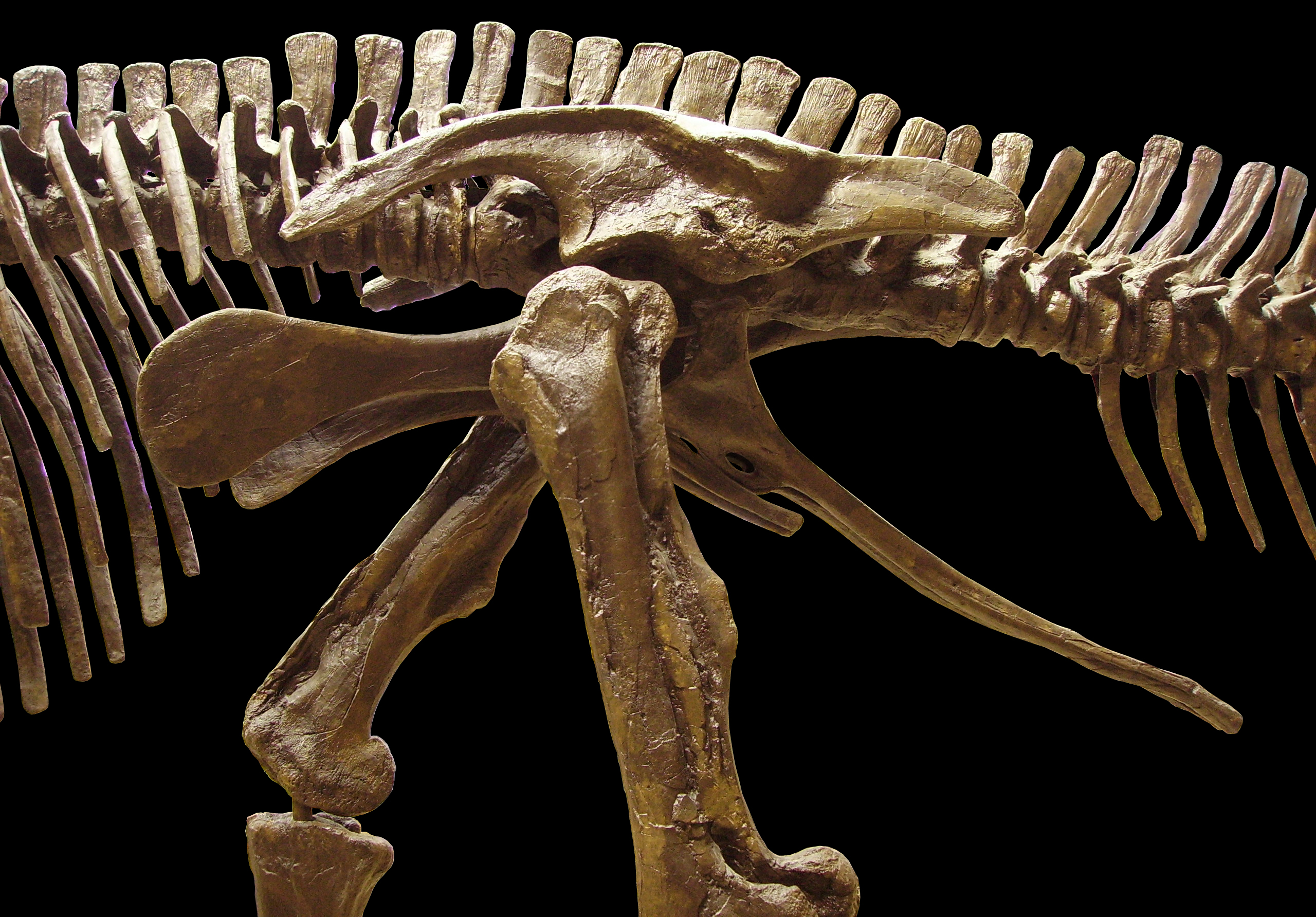
Az Edmontosaurus medencéje (a madármedencéjűek jellegzetességeivel)

A dinoszauruszok (és a madarak) az archosaurusok leszármazottai, ahogyan a ma élő krokodilok is. Az archosaurusok diapsida koponyáján két lyuk található az állkapocs izmok kapcsolódásánál (az úgynevezett halántékablak). A legtöbb hüllő (és madár) diapsida; az emlősöket, melyeknek csak egyetlen halántékablakuk van synapsidáknak; a teknősöket pedig, melyeknek nincs halántékablakuk, anapsidáknak nevezik. A dinoszauruszok és más archosaurusok anatómiailag sok közös vonással rendelkeznek; ilyenek például a fogak, amelyek az állcsontok helyett külön tokból nőnek ki. Az archosaurusok csoportján belül a dinoszauruszokat jól megkülönbözteti a testtartásuk. Lábaik ugyanis a testük alatt helyezkednek el, míg a gyíkok és krokodilfélék végtagjai a testük két oldala mellett támaszkodnak a földre. Minden dinoszaurusz szárazföldi állat volt.
A dinoszauruszok összességét rendszerint öregrendnek vagy besorolatlan kládnak tekintik. A csoportot a medence felépítése alapján a hüllőmedencéjűek (Saurischia) és a madármedencéjűek (Ornithischia) rendjére osztották fel. A hüllőmedencéjűek közé azok a taxonok tartoznak, amelyeket a madarak újabb keletű közvetlen ősének tartanak, míg a madármedencéjűek csoportját azok a taxonok alkotják, amelyeket a Triceratops közvetlen ősének tekintenek. A Saurischia ('gyíkmedencéjűek', az ógörög σαῦρος / szaürosz 'gyík' és ισχιον / iszkhion 'csípő ízület' szavak összetételéből) rend tagjai megőrizték őseik medence felépítését a kraniális, vagyis előre, a koponya irányába mutató szeméremcsonttal. Ez az alapvető forma megváltozott a szeméremcsont különböző szögben való hátra fordulásával az egyes csoportoknál (mint például a Herrerasaurus, a therizinosauroideák, a dromaeosauridák és a madarak). A hüllőmedencéjűek közé tartoznak a theropodák (két lábon járó, többnyire húsevő állatok, kivéve a madarakat) és a sauropodomorphák (négy lábon járó, hosszú nyakú növényevők). Ezzel ellentétben az Ornithischia rend ('madármedencéjűek', az ógörög ορνιθειος / ornitheiosz 'madáré' és ισχιον / iszkhion 'csípő ízület' szavak összetételéből) tagjainak csípője felszínesen a madarakéra hasonlít, a szeméremcsontjuk kaudális, vagyis hátrafelé, a farok irányába mutat. A madarakétól eltérően a madármedencéjűek szeméremcsontján rendszerint egy előrefelé álló nyúlvány helyezkedik el. (Megjegyzendő, hogy a hüllőmedencéjű és madármedencéjű elnevezések félrevezetők, ugyanis a madarak a hüllőmedencéjűekből fejlődtek ki.) A két renden belül számos alrendet, családot, alcsaládot különítenek el.
Az alábbi felsorolás a dinoszaurusz családok egyszerűsített osztályozása.
| - †Herrerasauria - Theropoda - †Coelophysoidea - †Ceratosauria - †Abelisauridae - Tetanurae - †Spinosauroidea - †Carnosauria - Coelurosauria - †Coeluridae - †Compsognathidae - †Tyrannosauroidea - Maniraptoriformes - †Ornithomimosauria - Maniraptora - †Therizinosauroidea - †Oviraptorosauria - Paraves - †Dromaeosauridae - †Troodontidae - Avialae - Madarak (Aves) - †Sauropodomorpha - †Thecodontosaurus - †Prosauropoda - †Sauropoda - †Diplodocoidea - †Macronaria - †Camarasauridae - †Brachiosauridae - †Titanosauria | - †Thyreophora - †Ankylosauria - †Stegosauria - †Cerapoda - †Heterodontosauridae - †Marginocephalia - †Ceratopsia - †Ceratopsidae - †Protoceratopsidae - †Psittacosauridae - †Pachycephalosauria - †Ornithopoda - †Hypsilophodontidae - †Iguanodontia - †Iguanodontidae - †Hadrosauridae |

### Evolúció és ősbiológia
A triász időszak után a dinoszauruszok evolúciója követte a kontinensek elhelyezkedésében és a vegetációban történt változásokat. A késő triász és a kora jura idején a kontinensek egyetlen földdarabbá kapcsolódtak össze, melyet Pangea-nak neveznek. A szuperkontinensen élt dinoszauruszok zömét a coelophysoidea húsevők és a prosauropoda növényevők alkották. A nyitvatermők (főként a tűlevelűek), melyek potenciális táplálékforrást jelentettek, a késő triász idején terjedtek el. A prosauropodák szája nem rendelkezett bonyolult étel feldolgozó mechanizmussal, így az emésztőcsatornájuk további részén kellett lebontaniuk a táplálékot. A dinoszaurusz faunák általános homogenitása folytatódott a középső és késő jura korok során, amikor a ragadozók többsége ceratosaurusokból, spinosauroideákból és carnosaurusokból állt, míg a növényevőket főként a stegosaurusok, az ornithischiák és a nagy sauropodák képviselték. Erre található bizonyíték az észak-amerikai Morrison-formációban és a tanzániai Tendaguru-formációban. A kínai dinoszauruszok, például a sinraptorida theropodák és a Mamenchisaurushoz hasonló hosszú nyakú sauropodák kissé eltértek ezektől. Az ankylosaurusok és az ornithopodák elterjedtebbé váltak, a prosauropodák azonban kihaltak. A leggyakoribb növények a tűlevelűek és a pteridophiták voltak. A sauropodák szája, a korábbi prosauropodákéhoz hasonlóan nem volt fejlett táplálék feldolgozó szerv, az ornithischiáknak viszont sokféle változata fejlődött ki, ami arra utalhat, hogy egy pofaszerű rész segítségével tartották a szájukban az élelmet, melyet az állkapcsukat mozgatva megőröltek. Egy másik jeles jura időszaki evolúciós esemény az igazi madarak, a Coelurosauria klád Maniraptora alcsoportjába tartozó dinoszauruszok leszármazottainak megjelenése volt.

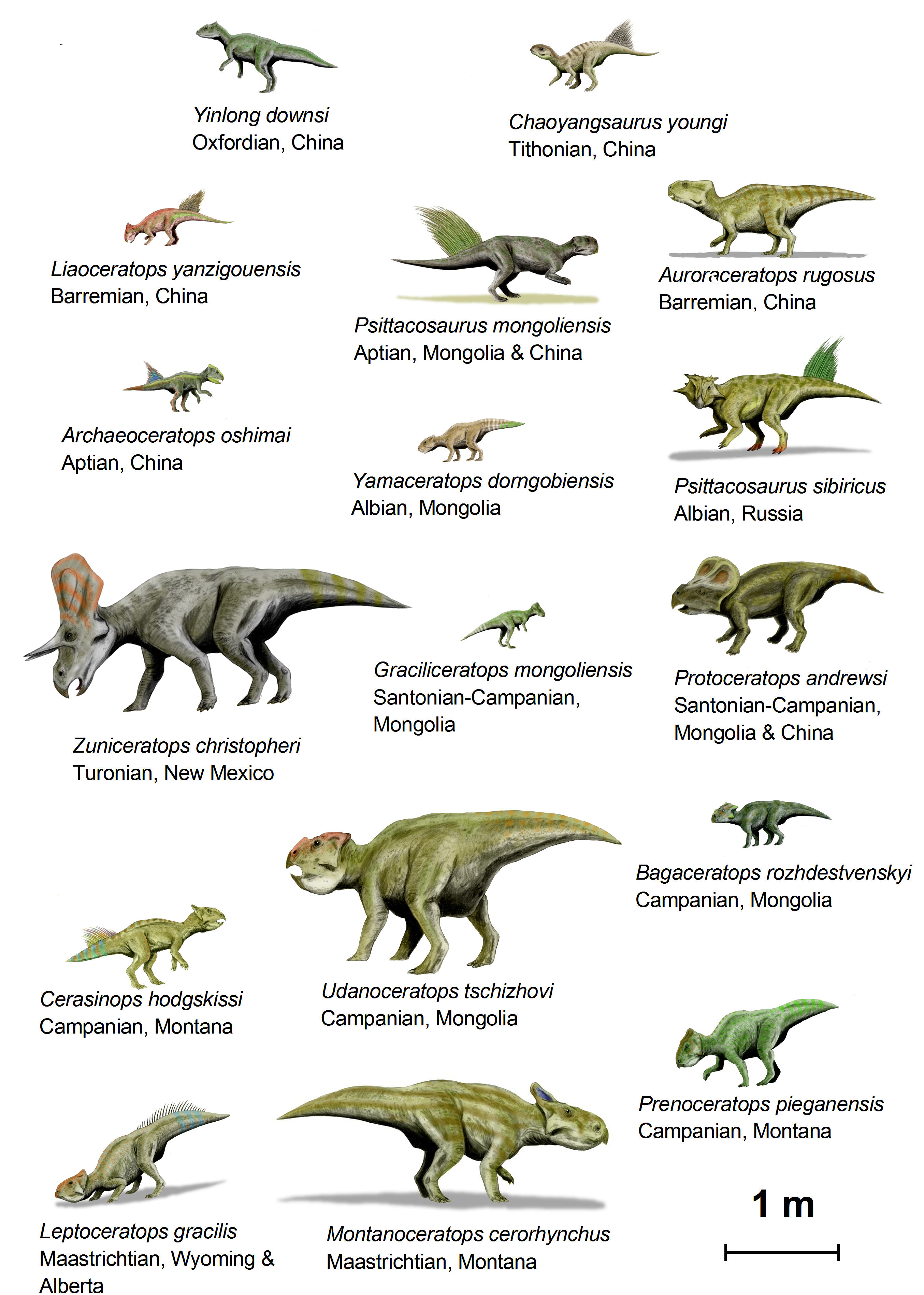
18 bazális ceratopsia faj méretének összehasonlítása

A kora kréta kor eljövetelével és a Pangea feldarabolódásával a dinoszauruszok jelentősen eltérővé váltak az egyes régiókban. Az időszak legkorábbi részén az ankylosaurusok, az iguanodontiák és a brachiosauridák Európa, Észak-Amerika és Észak-Afrika területén egyaránt elterjedtek. Afrikában ezeket a csoportokat később kiegészítették, illetve lecserélték a spinosaurida és a carcharodontosaurida theropodák, valamint a rebbachisaurida és a titanosaurus sauropodák, melyek maradványait Dél-Amerikában is megtalálták. Ázsiában a maniraptora coelurosaurusok, a troodontida és oviraptorosaurus dromaeosauridákhoz hasonlóan gyakori theropodákká váltak, míg a legfontosabb növényevők az ankylosauridák és a ceratopsiák korai képviselői, például a Psittacosaurus lettek. Eközben Ausztrália a bazális ankylosaurusok, a hypsilophodontidák és az iguanodontiák otthonává vált. A stegosaurusok úgy tűnik kihaltak valamikor a kora kréta kor végén vagy a késő kréta kor elején. A kora kréta során bekövetkezett legnagyobb változást a késő kréta idején kiegészítette a virágos növények fejlődése. Ekkortájt számos növényevő dinoszauruszcsoportnál fejlődésnek indult a száj, ami végül alkalmasabbá vált a táplálék feldolgozásra. A ceratopsiák olyan darabolási módszert fejlesztettek ki, aminél a fogak sorban egymás felett helyezkednek el. az iguanodontiáknál pedig mindez kiegészült egy őrlőmechanizmussal is, ami a legmagasabb szintjét a hadrosauridáknál érte el. Egyes sauropodáknál szintén kifejlődött a fogsor, melyre szemléletes példa a rebbachisauridák közé tartozó Nigersaurus.
A kréta időszak idején három nagyobb dinoszaurusz fauna létezett. Az északi kontinenseken, Észak-Amerikában és Ázsiában a nagyobb tyrannosaurida theropodák és a kisebb maniraptora theropodák éltek együtt az ornithischia növényevőkkel, melyeket a hadrosauridák, a ceratopsiák, az ankylosaurusok és a pachycephalosaurusok képviseltek. A déli kontinenseken, a napjainkra szétdarabolódott Gondwanán a leggyakoribb theropodák az abelisauridák voltak, míg a növényevők hierarchiájának csúcsán a titanosaurus sauropodák álltak. Európára a dromaeosauridák, a rhabdodontida iguanodontiák, a nodosaurida ankylosaurusok, valamint a titanosaurus sauropodák voltak a legjellemzőbbek. A virágos növények nagy mértékben elterjedtek, a kréta végére pedig fejtűntek az első fűfélék is. A táplálékukat megőrlő hadrosauridák és a ceratopsiák, melyek inkább lenyesték a növényeket, különösen változatossá váltak Észak-Amerika és Ázsia területén. A növényevő és mindenevő theropodák, a therizinosauroideákkal és az ornithomimosaurusokkal együtt szintén gyakoriak lettek.
A 66 millió évvel ezelőtti kréta időszak végén bekövetkezett kréta–tercier kihalási esemény során az első madarak kivételével valamennyi dinoszauruszfaj kipusztult, míg a rokonságukba tartozó más diapsida csoportok, például a krokodilok, a gyíkok a kígyók, a felemásgyíkok és a choristoderák túlélték ezt az időszakot.

## Ősbiológia
A dinoszauruszokkal kapcsolatos ismeretek a fosszilis- és nem fosszilis rekordok, például megkövesedett csontok, ürülék, lábnyomok, gasztrolitok, tollak, bőrlenyomatok, belső szervek és lágy szövetek tanulmányozásából származnak. A dinoszauruszok megismeréséhez emellett a fizika, a kémia, a biológia és a földtudomány (melynek része az őslénytan) nyújt segítséget. A két legnagyobb figyelmet kiváltó, és a legtöbb kutatás középpontjában álló témakör a dinoszauruszok mérete és viselkedése.

### Méret

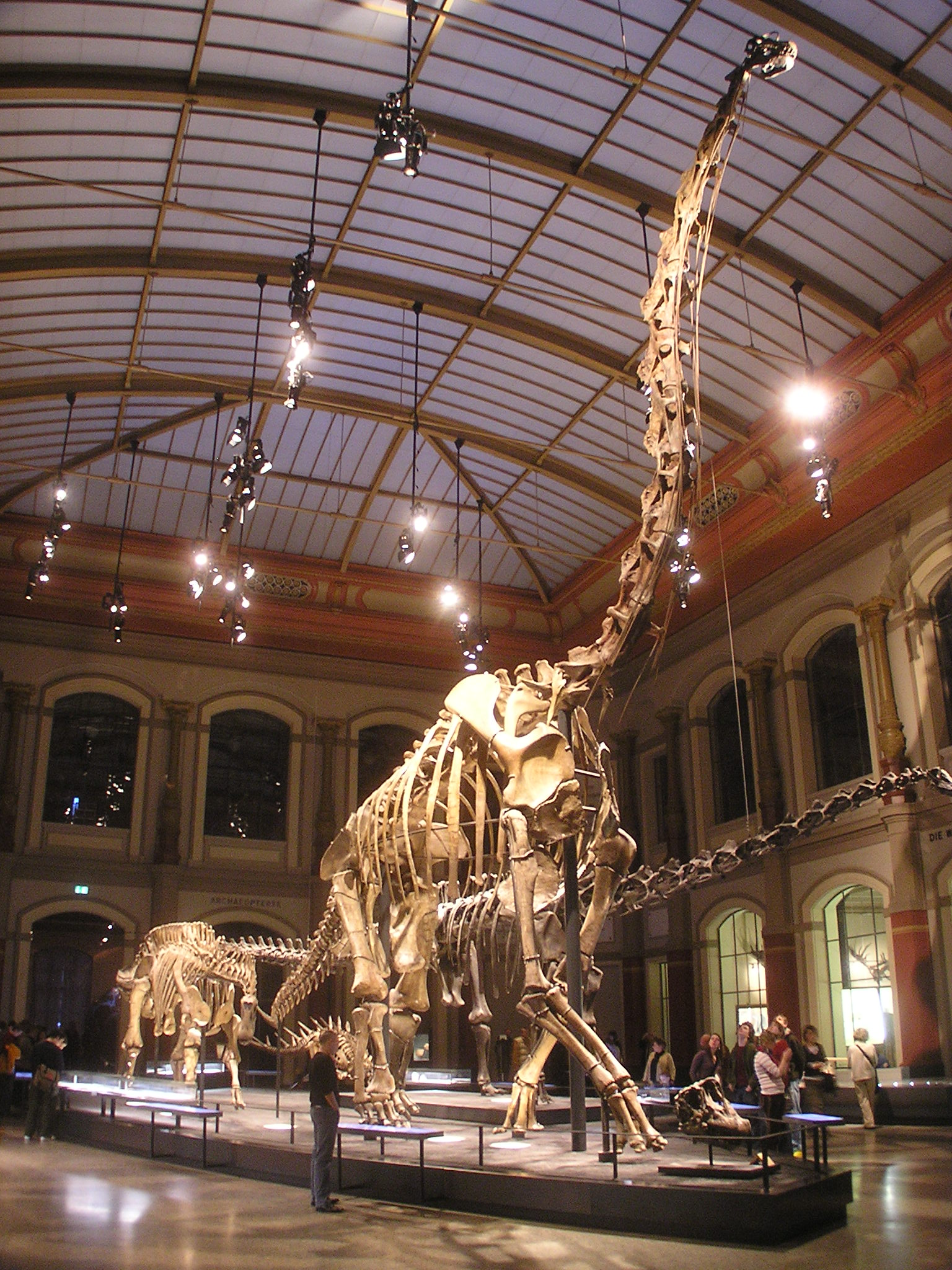
Brachiosaurus csontváz a berlini Természettudományi Múzeumban (Museum für Naturkunde)

Habár korántsem tudunk róluk mindent, nyilvánvaló, hogy a dinoszauruszok egy része meglehetősen nagy volt. Közülük is kiemelkedtek a sauropodák, melyek óriási méretűre nőttek. A dinoszauruszok korának legnagyobb részében a legkisebb sauropoda is nagyobb volt, mint bármely más állat, ami a környezetében élt, a legnagyobb pedig egy nagyságrenddel nagyobb volt bárminél, ami valaha is járt a Földön. Az óriás prehisztorikus emlősök, mint az Indricotherium és az amerikai mamut eltörpülnek az óriás sauropodák mellett és csak néhány mai vízi emlős közelíti meg a méreteiket – ilyen például a kék bálna, amely akár 190 tonnás testtömeget és 33,5 méteres hosszúságot is elérhet.
A sauropodák testmérete számos különböző előnnyel járt, például védelmet nyújtott a ragadozókkal szemben, csökkentette az energiafelhasználást és hosszabb élettartamot eredményezett, de talán a legfontosabb előnyt a táplálkozás terén nyújthatta. A nagy állatok emésztése ugyanis gyakran jóval hatékonyabb a kisebbekénél, mivel a táplálék hosszabb időt tölt el az emésztőrendszerükben. Ezáltal lehetővé válik számukra, hogy energiaszegényebb táplálékon is fennmaradjanak. A sauropodák maradványaira gyakran olyan sziklaformációkban bukkantak rá, amelyek száraz vagy időszakosan száraz éghajlatú területekhez tartoztak, melyekben az alacsony tápértékű növények nagy mennyiségben történő fogyasztásának képessége előnyös lehetett.
A legtöbb dinoszaurusz jóval kisebb volt az óriás sauropodáknál. A leletek arra utalnak, hogy az átlagos méretük változott az idők során, a triásztól a kora, majd a késő jurán át egészen a kréta időszakig. A méretek alapján történő kategóriákba sorolásnál a legtöbb theropoda tömege 100 és 1000 kilogramm közé esik, miközben a jelenkori húsevő ragadozók többsége a 10 és 100 kilogrammos kategóriában található. A dinoszauruszok testtömegeinek módusza 1 és 10 tonna között változik. Ez éles kontrasztot teremt a kainozoikumi emlősökkel szemben, melyek tömegét a washingtoni Nemzeti Természetrajzi Múzeum (National Museum of Natural History) munkatársai 2 és 5 kilogramm közé becsülték.

### A legnagyobb és a legkisebb dinoszaurusz
Mivel az állatok elég kis százaléka fosszilizálódott és ezek többsége a föld alatt található, a tudósok nem feltétlenül ismerik a legkisebb és a legnagyobb dinoszauruszt. Csak kevés fajhoz találtak teljes csontvázat, a bőr és a lágy szövetek lenyomatai pedig igen ritkák. Egy teljes csontváz összeállítását, a csontok méretét és alakját az ismert fajok csontjaiéval összehasonlítva végzik, az izmok és a szervek rekonstruálása azonban inkább tudományos feltevéseken alapuló munka.

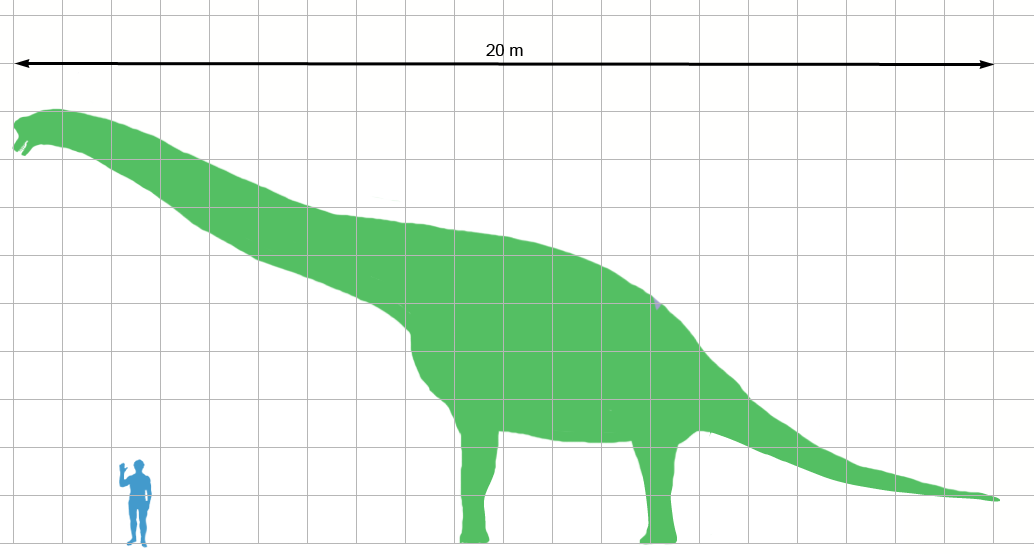
Az ember és a Giraffatitan méretének összehasonlítása

A legmagasabb és legnehezebb olyan dinoszaurusz, amelynek sikerült hiánytalan csontvázát megtalálni, a Giraffatitan volt, amelyet Tanzániában fedeztek fel 1907 és 1912 között (és először a Brachiosaurus fajaként soroltak be). A lelet jelenleg a berlini Humboldt Múzeumban van kiállítva. 12 méter magas, a becsült tömege pedig 30–60 tonna között lehet. A leghosszabb teljes dinoszauruszlelet egy 27 méter hosszú Diplodocus, amelyet az egyesült államokbeli Wyomingban fedeztek fel 1907-ben, és amely a pittsburgh-i Carnegie Természetrajzi Múzeumban (Carnegie Natural History Museum) tekinthető meg.
Léteztek nagyobb dinoszauruszok is, amelyek azonban csak néhány hiányos fosszília alapján ismertek. Az 1970-es években kezdték felfedezni a legnagyobb növényevő fajokat, például az Argentinosaurust, melynek tömege 80–100 tonna lehetett; ekkor vált ismertté az egyik leghosszabb, a 33,5 méter hosszú Diplodocus (korábbi nevén Seismosaurus) és a 33–34 méteres Supersaurus is; továbbá ekkor bukkantak rá a Sauroposeidonra, amely 18 méteres magasságával felért volna egy hatodik emeleti ablakig. A feltételezés szerint a leghosszabb sauropoda az Amphicoelias volt, melynek mindössze egyetlen csigolyája került elő, amiről 1878-ban készítettek leírást. A csontról készült rajz extrapolációja alapján az állat elérhette az 58 métert és a 122,4 tonnát. A legnagyobb ismert húsevő a Spinosaurus volt, melynek hossza 12,6–18 méter, tömege pedig 7–20,9 tonna lehetett. Emellett ismertté vált több más nagy méretű húsevő is, mint például a Giganotosaurus, a Carcharodontosaurus és a Tyrannosaurus.
A modern madarakat (köztük a kolibrit) leszámítva a legkisebb dinoszauruszok akkorák voltak, mint egy galamb. A theropodák közé tartozó Anchiornis és Epidexipteryx teljes csontvázának hossza 34 centiméter alatt volt. Jelenleg az Anchiornis nemhez tartozik a legkisebb, leírt felnőtt dinoszauruszpéldány, melynek tömegét 110 grammra becsülik. A legkisebb növényevők a nagyjából 60 centiméter hosszúságú Microceratus és Wannanosaurus voltak.

### Viselkedés
A dinoszauruszok viselkedésére általában a testfosszíliáik helyzetéből, az élőhelyükből, számítógépes mozgásszimulációkból és a hasonló ökológiai fülkét betöltő modern állatokkal való összehasonlításokból lehet következtetni. A dinoszauruszok viselkedésével kapcsolatos ismeretek egyelőre csak feltételezésekre alapozódnak és előreláthatóan még sokáig vitatottak maradnak. Nem képezi azonban vita tárgyát az a feltételezés, hogy bizonyos viselkedési formák, amelyek a dinoszauruszok legközelebbi ma is élő rokonainál, a krokodiloknál és a madaraknál megfigyelhetők, a dinoszauruszokra is jellemzőek lehettek.
Az első közvetlen bizonyíték arra vonatkozóan, hogy a dinoszauruszok csordában éltek 1878-ból származik, amikor a belgiumi Bernissartban 31 Iguanodon maradványait fedezték fel, amelyek együtt zuhantak bele egy szakadékba és fulladtak meg annak mélyén. A hasonló tömeges pusztulások és az egykori vadcsapások nyomai arra utalnak, hogy számos dinoszauruszfajra jellemző volt a csapatban vagy csordában történő életmód. A kacsacsőrű hadrosauridák lábnyomainak százait vagy ezreit őrző fosszíliák azt bizonyítják, hogy ez a faj az amerikai bölényhez és az afrikai antilopfélékhez hasonlóan óriási csordákban vándorolt. A sauropodák csapásainak maradványai azt is bizonyítják, hogy ezek az állatok más különböző fajokkal együtt közlekedtek, legalábbis az angliai Oxfordshire területén, a csordák pontos felépítésére vonatkozóan azonban nem találtak bizonyítékot. A dinoszauruszok talán csordába gyűltek, hogy megvédjék magukat vagy az utódaikat, esetleg együtt vándoroltak. Létezik bizonyíték arra vonatkozóan, hogy a különféle dinoszauruszok, köztük a theropodák, a sauropodák, az ankylosaurusok, az ornithopodák és a ceratopsiák fiatal példányai csoportokat alkottak. Például egy belső-mongóliai lelőhelyen több mint húsz, egy és hét év közötti Sinornithomimus maradványait találták meg. Ezt a gyűjteményt egy sáros területen csapdába esett szociális csoportként értelmezték. A társaságkedvelő dinoszauruszokkal kapcsolatos elméletet kiegészíti a falkában élő, és a nagy méretű állatokra együtt vadászó húsevő theropodákkal kapcsolatos elképzelés. Ez az életmód azonban szokatlan a dinoszauruszok ma élő rokonai, például a krokodilok és más hüllők, valamint a madarak között – kivéve a Harris-ölyvöt, amely jól ismert ellenpélda, emellett a tafonómiai bizonyíték arra utal, hogy az olyan falkaállatnak gondolt theropodák, mint a Deinonychus és az Allosaurus táplálkozás közben végzetes összetűzésekbe keveredtek egymással, ahogyan az számos modern diapsida ragadozóra jellemző.

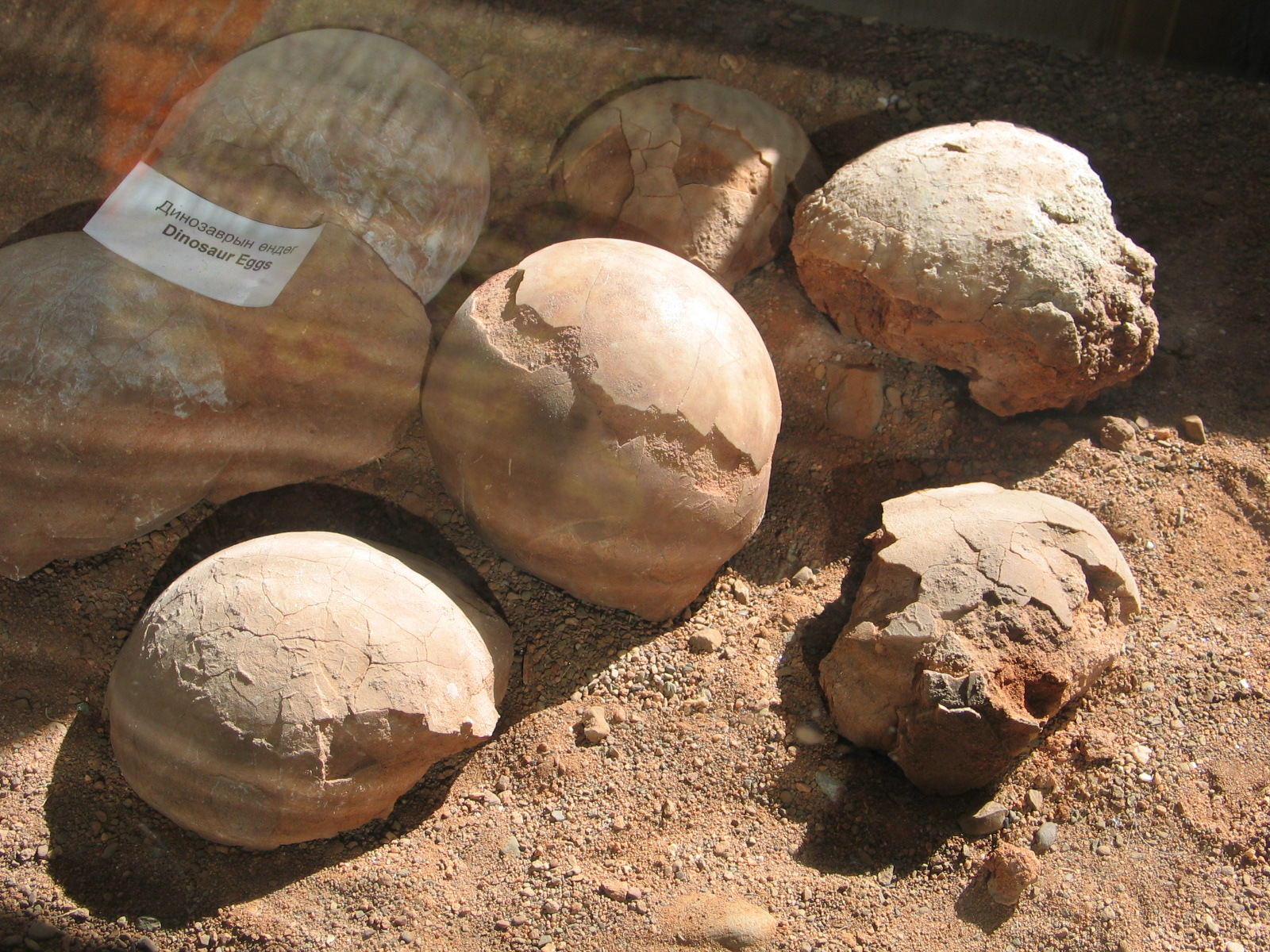
Mongóliában talált megkövesedett dinoszaurusztojások

Jack Horner őslénykutató 1978-ban, Montanában felfedezett egy földön fészkelő Maiasaura-t ('jó anya dinoszaurusz'), amely bizonyítja, hogy az ornithopodák folytatták az utódaik gondozását, jóval azok megszületése után is. Ez a szokás más kréta időszaki dinoszauruszokra is jellemző volt, például az 1997-ben, Patagóniában megtalált sauropodára, a Saltasaurusra is, amely a pingvinekhez hasonló hatalmas fészkelő kolóniákban élt. Az oviraptoridák közé tartozó Citipatit, amelyet 1993-ban fedeztek fel Mongóliában, tyúkszerű költő pózban találták meg, amelyből azt a következtetést vonták le, hogy a tojásait tollaival tartotta melegen. Más leletek is utalnak a szülői gondoskodásra. Például egy Psittacosaurus csoport fosszíliája egy felnőtt és 34 fiatal egyed maradványait tartalmazza; ebben az esetben a fiatalok nagy száma közösségi fészkelésre utal. Továbbá előkerült egy (a prosauropoda Massospondylushoz tartozó) dinoszaurusz embrió, ami még nem rendelkezett fogakkal, így feltételezhető, hogy a fiatalokat a felnőtteknek kellett etetniük. Az északnyugat-skóciai Skye szigetén talált sauropoda és ornithopoda lábnyomok szintén a szülői gondoskodásra szolgáltatnak bizonyítékot. A legtöbb dinoszauruszcsoportnál megtalálhatók a fészkek és a tojások maradványai, amely tény azt a lehetőséget is felveti, hogy a dinoszauruszok a krokodilokhoz és a madarakhoz hasonlóan kommunikáltak az utódaikkal.
A dinoszauruszok egy része, például a marginocephaliák, a theropodák és a lambeosaurinák fejdísszel vagy kiemelkedéssel rendelkeztek, amely azonban túl törékeny volt ahhoz, hogy védekezésre használják, ezért – habár nagyon kevés ismeret áll rendelkezésre a dinoszauruszok párzási és territoriális szokásairól –, mégis feltételezhető, hogy szexuális vagy területvédelmi célt szolgált. A theropodák esetében tapasztalható, harapásokból eredő fejsérülések agresszív összetűzésekre engednek következtetni. 
Viselkedési szempontból az egyik legkülönösebb dinoszauruszfosszíliát 1971-ben fedezték fel a Góbi sivatagban. Egy Velociraptor és áldozata, egy Protoceratops maradványait tartalmazta egymást marcangoló pózban, bizonyítékul arra, hogy ezek a dinoszauruszok valóban megtámadták és megették egymást. További bizonyítékot jelent az élő zsákmány megtámadására egy, a hadrosauridák közé tartozó Edmontosaurus részben gyógyult farka; aminek a sérülése arra utal, hogy az állat túlélte egy Tyrannosaurus támadását. Egy 2003-as madagaszkári Majungasaurus lelet azt igazolja, hogy erre a theropodára a kannibalizmus is jellemző volt.
Az újabb keletű fosszilis bizonyítékok alapján az olyan növényevő dinoszauruszok, mint az Oryctodromeus legalábbis részben ásó életmódot folytattak, némelyik kezdetleges, madárszerű dromaeosaurida, például a Microraptor és a rejtélyes scansoriopterygidák pedig feltehetően a fákon éltek. Ezen kívül létezik bizonyíték az egyes spinosauridák részleges vízi életmódjára is. Mindemellett a legtöbb dinoszaurusz a talajon való mozgáshoz alkalmazkodott.
Egy dinoszaurusz talajon való mozgásának jobb megértése lehetővé teszi a viselkedésének modellezését is. A biomechanika segítségével például tanulmányozható a dinoszauruszok izomzata által kifejtett erő és a gravitáció csontvázra gyakorolt hatása, amiből pedig kiszámítható, hogy az egyes állatok milyen gyorsan tudtak futni, hogy képes volt-e a Diplodocus hangrobbanást előidézni a farkcsapásával, vagy hogy a sauropodák lebeghettek-e a vízben.

### Hangképzés és kommunikáció
A dinoszauruszok kommunikációja rejtély és kutatás tárgyát képezi. 2008-ban az amerikai őslénykutató, Phil Senter megvizsgálta a mezozoikumi állatok, köztük a dinoszauruszok hangképzésével kapcsolatos bizonyítékokat. Úgy találta, hogy a népszerűsító ábrázolásokkal, például a mozifilmek üvöltő dinoszauruszaival szemben a legtöbb dinoszaurusz valószínűleg képtelen volt a hangképzésre. Ezt a következtetést levonva kutatást végzett a hangképző szervek elterjedésére vonatkozóan a hüllők és madarak esetében. Arra az eredményre jutott, hogy a gégében található hangszálak valószínűleg több alkalommal is kifejlődtek a hüllők között, például a krokodilok esetében, amelyek képesek torokhangokat létrehozni. A madarak azonban nem rendelkeznek gégével. A madaraknál a hangokat a csak erre az állatcsoportra jellemző alsó gégefő (syrinx) állítja elő, ami nem kapcsolódik a gégéhez, tehát a hüllők hangképző szerveitől függetlenül fejlődött ki. Az alsó gégefő működtetéséhez a madarak légzsák rendszerére van szükség, melyből különösen fontos a villacsonti légzsák. Ez a légzsák a csontokon, többek között a felkarcsonton levő egyedi nyílásokhoz kapcsolódik. Bár sok dinoszaurusznál megtalálható a kiterjedt légzsákrendszerre utaló bizonyíték, szinte egyikük sem volt ellátva a hangképzéshez szükséges villacsonti légzsákkal (kivételt képez ez alól az Aerosteon, amelynél valószínűleg volt ilyen szerv, de az a madaraktól és a hangképzéstől függetlenül fejlődött ki).
A legkezdetlegesebb, hangképző alsó gégefővel rendelkező állatok az enantironithines madarak. A madarak fejlődési vonalán az ennél kezdetlegesebb archosaurusok valószínűleg nem voltak képesek torokhangokat képezni. Ezzel szemben többféle bizonyíték is utal arra, hogy a dinoszauruszok főként vizuális kommunikációt használtak, például egyedi (és minden bizonnyal élénk színű) külsőt, szarvakat, nyakfodrot, taréjt, hátvitorlát és tollakat. Ez emlékeztet a gyíkokhoz hasonló modern hüllőcsoportokra, melyek több képviselője is nagyon csendes (bár a hallóérzékük a dinoszauruszokéhoz hasonlóan jól fejlett), de összetett színezet és testtartások segítségével kommunikál.
Bár a dinoszauruszok talán nem voltak képesek torokhangok képzésére, egyes dinoszauruszok használhattak más módszereket is a kommunikációra szolgáló hangok előállítására. A ma élő állatok, köztük a hüllők és a madarak sokféle nem vokális hang segítségével kommunikálnak, mint például a sziszegés, az állcsontok csikorgatása vagy csattogtatása, a környezeti zajok (vízcsobbanás) és a szárnycsattogtatás (amire a szárnyas maniraptora dinoszauruszoknak is volt lehetősége).
Egyes tanulmányok szerint a lambeosaurinák üreges fejdísze rezonátorként működött, és többféle hangjelzés megszólaltatására is alkalmas volt. Senter (2008-ban) megjegyezte, hogy az ilyen kamrákat a modern, torokhangot nem képző állatok is használnak hangsúlyozásra vagy mély, nem torokhangok, például sziszegés előállítására. A hangszálakkal nem rendelkező kígyók közül több olyan is ismert, melynek koponyájában hangképző kamrák találhatók.

### Fiziológia

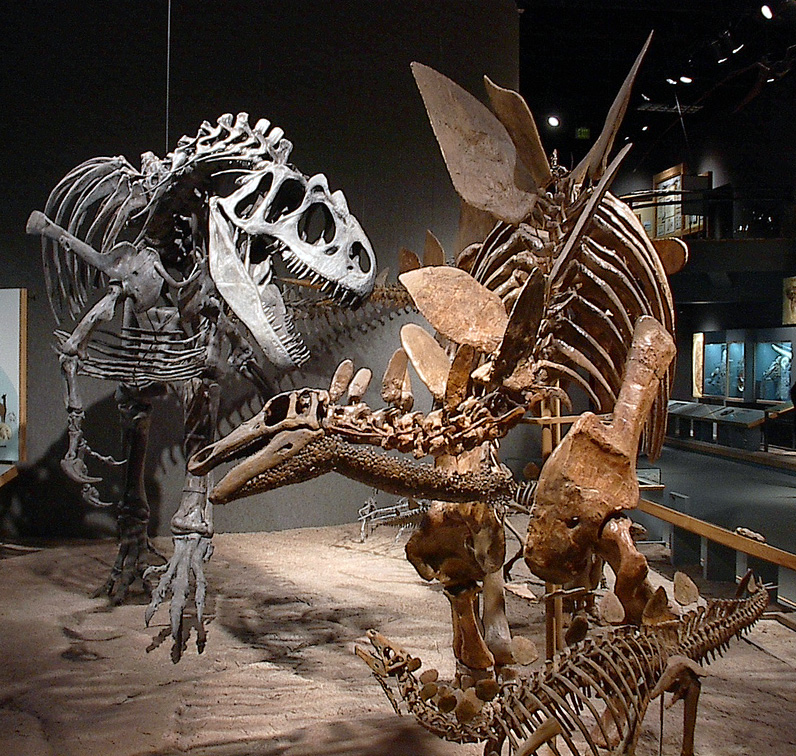
Egy Stegosaurusra és kicsinyére támadó Allosaurus a Denveri Tudomány és Természet Múzeumában (Denver Museum of Science and Nature)

Már az 1960-as évek óta erősen vitatott a dinoszauruszok hőmérsékletszabályozásának mikéntje. Eredetileg a tudósok nagyjából egyetértettek abban, hogy a dinoszauruszok egyáltalán nem voltak képesek szabályozni a testhőmérsékletüket. Nemrégiben azonban arra az álláspontra jutottak, hogy melegvérűek voltak. A vita jelenleg arról folyik, hogyan szabályozták a testhőmérsékletüket.
Miután felfedezték a dinoszauruszokat, az őslénykutatók először azt állították, hogy hidegvérűek voltak: 'rettentő gyíkok', ahogy a nevük is utal rá. A feltételezett hidegvérűség azt jelentette, hogy ezek az állatok a mai hüllőkhöz hasonlóan aránylag lassan mozogtak és testhőmérsékletüket a környezetükből és táplálékuk emésztéséből nyert hő szabályozta. A hidegvérűség uralkodó nézet volt 1968-ig, Robert T. Bakker, a melegvérűség-elmélet egyik első hívének nagy hatású bírálatáig.
A legújabb leletek arra utalnak, hogy a dinoszauruszok hidegebb hőmérsékleten is eléltek és ennek következményeként néhányuk biztosan képes volt a testhőmérsékletét szabályozni (amelyben az állat tömege is segíthetett). Melegvérűségre utaló bizonyítékokat szolgáltatott a sarkvidéki dinoszauruszok felfedezése Ausztráliában és az Antarktiszon (ahol a fél éven át tartó sötét és hideg, bár a jelenkorinál enyhébb sarki téllel kellett megküzdeniük az állatoknak), a tollas dinoszauruszok felfedezése (jó okkal feltételezhető, hogy a dinoszaurusztollak szerepe is a hőszigetelés volt), valamint a melegvérűekre jellemző véredényszerkezetek leírása a dinoszauruszcsontokban. Csontvázrendszerük alapján a theropodák és egyes más dinoszauruszok olyan aktív életmódot folytattak, amelyhez előnyösebb a melegvérűek keringési rendszere, míg a sauropodák kevésbé tűnnek melegvérűnek. Lehetséges tehát, hogy egyes fajok melegvérűek voltak, míg mások nem. A jellegzetességekről szóló tudományos viták tovább folytatódnak.
Bonyolítja a vitákat az a tény, hogy a melegvérűség több mechanizmuson alapul. A legtöbb vita során a dinoszauruszokat az átlagos méretű madarakhoz vagy emlősökhöz hasonlítják, melyek jelentős mennyiségű energiát fordítanak arra, hogy testhőmérsékletüket a környezetüké fölé emeljék. A kisebb madarak és emlősök is rendelkeznek a lehűlésüket gátló hőszigeteléssel, zsírral, szőrrel vagy tollakkal. A nagy emlősök, például az elefántok hőháztartása viszont más, mivel a szabályozáshoz használható testfelületük a testtömegükhöz képest kicsi (Haldane-elv). A felület kisebb arányban nő a testmérettel, mint a testtömeg. Például a háromszor nagyobb testméret 3³, azaz 27-szer nagyobb testtömeget, míg mindössze csak 3², azaz 9-szer nagyobb testfelületet eredményez. Mivel a kisebb testfelület kevesebb hőt képes átengedni, a nagy testméretű állatoknál új tulajdonságok fejlődtek ki a hatékony hőszabályozáshoz. Az elefántoknál a szőrzet hiánya és a hatalmas fülek segítik a hőleadást, továbbá viselkedésük is ehhez alkalmazkodott (vizet fröcskölnek magukra vagy sárfürdőt vesznek).
A nagy dinoszauruszok szervezete talán hasonlóan működött; testük mérete miatt aránylag lassan tudtak hőt leadni, így előállhatott náluk a gigantotermia állapota, azaz az állatok melegebbek voltak ugyan a környezetüknél, de ezt pusztán a tömegükkel érték el, nem pedig a madaraknál vagy az emlősöknél megfigyelhető alkalmazkodás révén.
Ez az elmélet azonban nem alkalmazható a számos kutya- és kecskeméretű fajra, melyek az állatközösségek nagy részét alkották a mezozoikumban.
Egy Thescelosaurus mellkasüregének (2000-ben elvégzett) modern komputertomográfiás (CT) vizsgálata egy négyüregű szív maradványait mutatta ki. A lelet vitákat váltott ki a tudósok között, akik a vizsgálati eredményt anatómiai szempontból hibásnak, illetve egyszerűen fantáziálásnak minősítették. A kérdés hogy a lelet mennyire tükrözi a dinoszauruszok metabolikus arányát és belső anatómiáját vitás lehet, de a tárgy mibenlététől függetlenül tény. hogy az emlősöknek és a madaraknak, a dinoszauruszok legközelebbi ma élő rokonainak négyüregű szíve van (ami jóllehet a krokodiloknál kissé módosult, a vízi életmód hatására), így elképzelhető, hogy a dinoszauruszok is hasonlóval rendelkeztek.

### Lágy szövetek és DNS

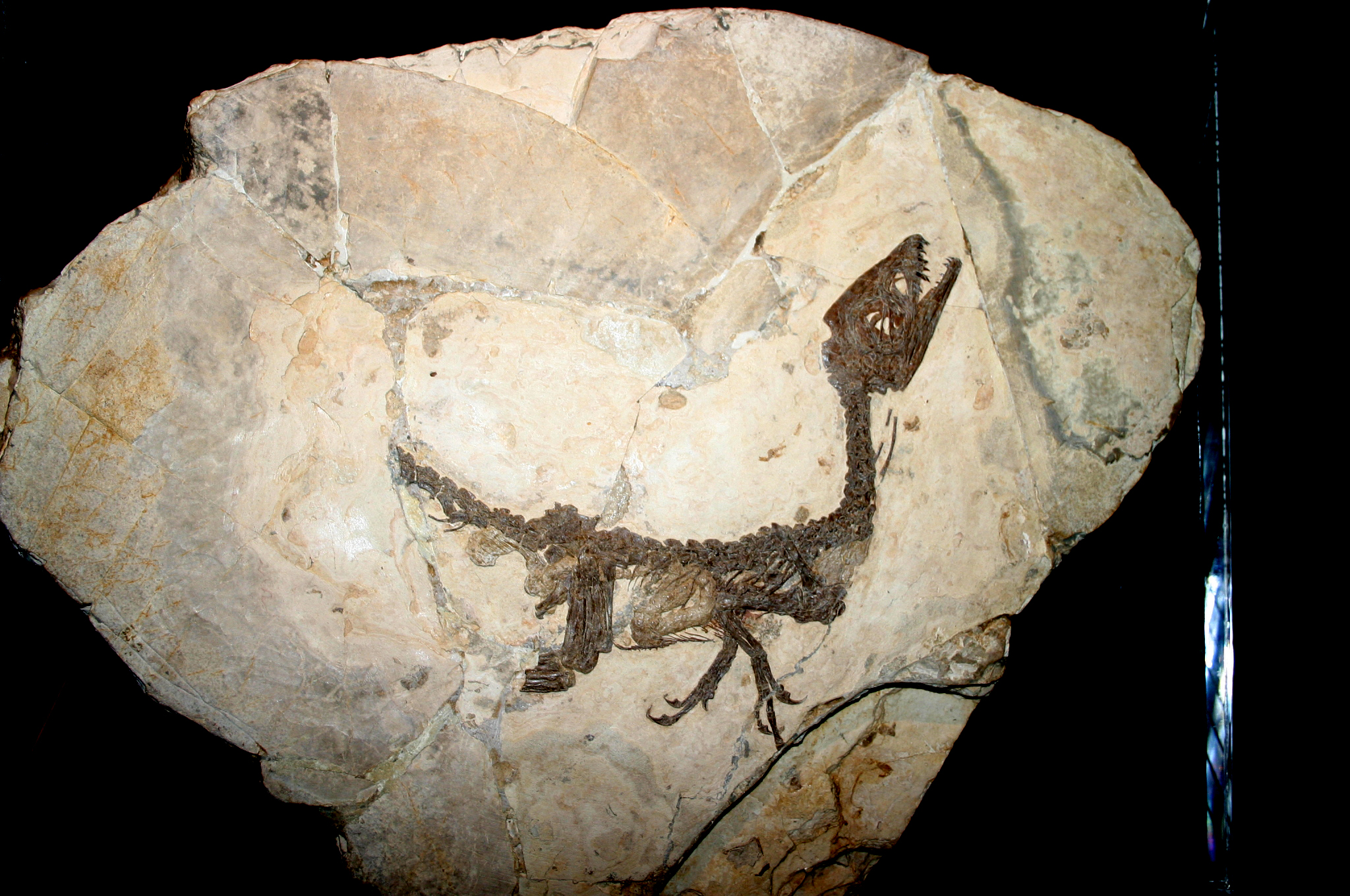
A Scipionyx samniticus fosszíliáján lágy szövetek lenyomatai láthatók.

Az egyik legismertebb lágyszövet lenyomat az olaszországi Petraroia-ból került elő, 1998-ban. A lelet egy nagyon fiatal coelurosaurus, egy Scipionyx samniticus maradványait tartalmazza. Megőrződtek a még kifejletlen dinoszaurusz vékony- és a vastagbelének, májának, izomzatának, valamint légcsövének részletei.
A Science 2005 márciusi számában Dr. Mary Higby Schweitzer és társai bejelentették, hogy egy, a montanai Hell Creek-formáció területén felfedezett 68 millió éves Tyrannosaurus rex lábcsontjában rugalmas anyagot találtak, amelyet a tudóscsoportnak sikerült rehidratálnia.
Mikor néhány héttel később (demineralizációs eljárás segítségével) eltávolították az ásványi anyagot a fosszilizálódott csont velőüregéből, Schweitzer érintetlen állapotban levő belső struktúrákat, véredényeket, csontmátrixot és kötőszövetet (kollagénrostokat) talált. Alapos mikroszkópos vizsgálat után kiderült, hogy a dinoszaurusz lágy szöveteinek vélt anyag még sejt szintű mikrostruktúrákat is tartalmaz. Az anyag pontos összetétele és természete még nem ismeretes, de számos hírforrás a Jurassic Park című filmet felidézve számolt be róla. A lelet értelmezése még tart és Dr. Schweitzer felfedezésének valódi jelentősége egyelőre nem tisztázott.

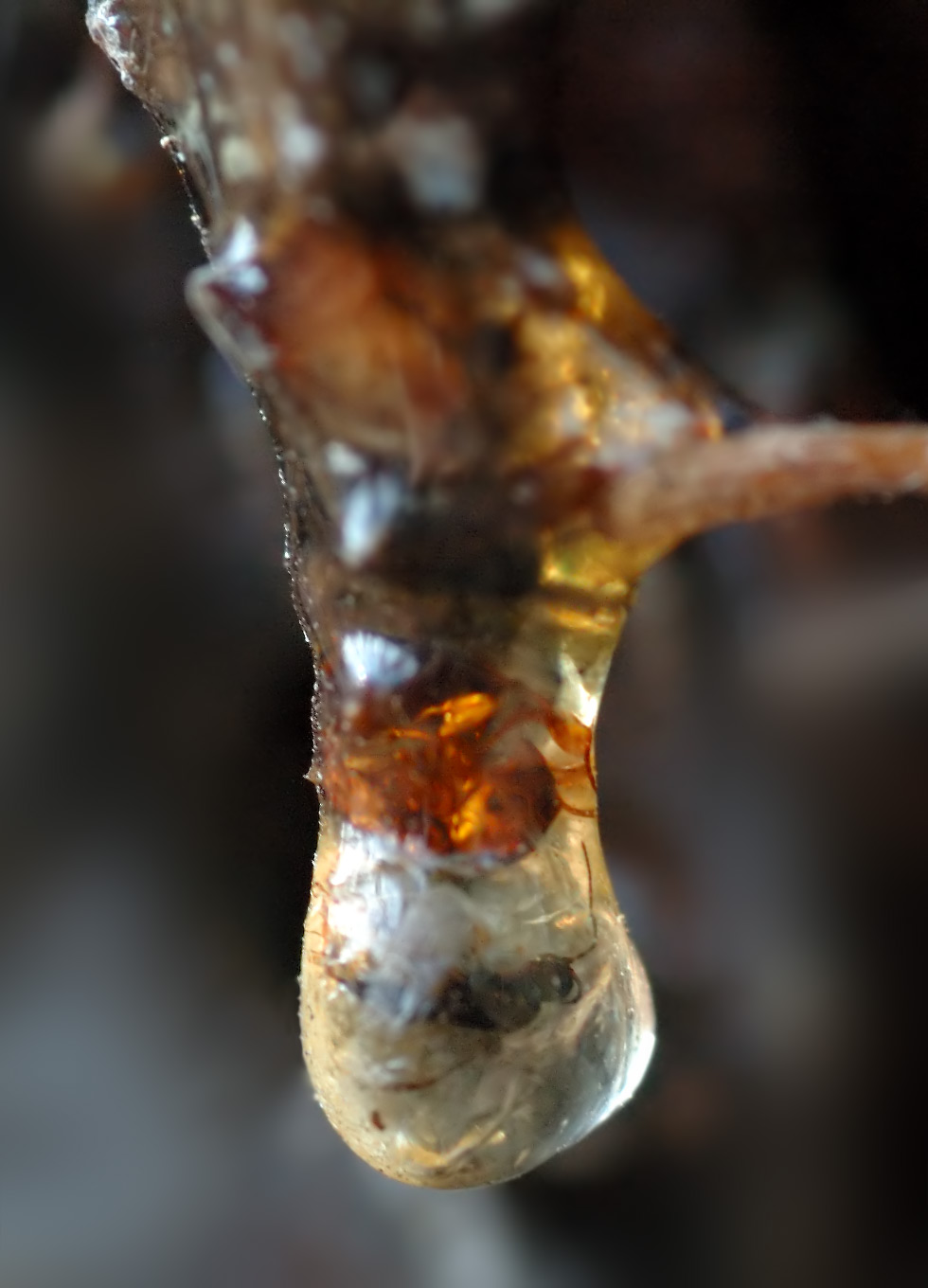
Gyanta és egy benne konzerválódott rovar

Számos elképzelés létezik a dinoszauruszok technológiai úton történő életre keltésére. Michael Crichton Jurassic Park című könyve által vált ismertté az az elmélet, amely szerint a tudósok egy gyantában fosszilizálódott moszkítóból kivont vérből rekonstruálják a dinoszauruszok DNS-ét, békagénekkel pótolva a hiányzó részeket. Ezen a módon valószínűleg nem lehetséges a dinoszauruszok újraélesztése, ugyanis a gyantába került DNS is idővel károsodik a levegő, a víz, a baktériumok, a hőmérsékletváltozások és a kozmikus sugárzás hatására, csökkentve az esélyt a használható DNS kinyerésére (a DNS károsodása racemizációs teszt segítségével kimutatható).
A PloS ONE online folyóiratban, 2008-ban publikált újabb kutatások vitatják azt az állítást, hogy a talált anyag a Tyrannosaurus lágy szövete. Thomas Kaye és a University of Washingtonon dolgozó munkatársai azt állították, hogy a Tyrannosaurus csontban talált nyálkás biofilmet olyan baktériumok hozták létre, amelyek a véredények és a sejtek eltűnésével hátra maradt helyet töltötték ki. A kutatók úgy találták, hogy a korábban vérsejtekként azonosított maradványok valójában vastartalmú mikroszkopikus ásványi gömbök (framboidok). Hasonló gömböket találtak különböző, más időszakokból származó fosszíliáknál, például ammoniteszeknél is. Az ammoniteszek esetében a gömbök elhelyezkedése kizárja, hogy a bennük levő vas az állat véréből származik.
Két beszámoló szerint már sikerült dinoszauruszfosszíliákból DNS-t kinyerni, de ezeket az eseteket sem további vizsgálati eredmények, sem hivatalos nyilatkozatok nem erősítették meg. Azonban egy (elméletileg) a dinoszauruszoknál is fellelhető látópeptidet sikerült beazonosítani a még élő rokon fajok (hüllők és madarak) génszekvenciáin végzett analitikus filogenetikai rekonstrukció segítségével. Emellett különböző fehérjéket, köztük hemoglobinokat is felfedezni véltek a dinoszauruszok fosszíliáiban.

## Tollak és a madarak eredete
Az elképzelést, hogy a madarak a dinoszauruszoktól származnak, Thomas Henry Huxley vetette fel 1868-ban. Gerhard Heilmann munkája után a 20. század elején elvetették ezt az elméletet és inkább a thecodontiákat kezdték a madarak őseinek tekinteni, főként arra hivatkozva, hogy a dinoszauruszoknak nem volt villacsontjuk. A későbbi felfedezések azonban bebizonyították, hogy a villacsont (ami a kulcscsontok összenövésével jött létre) már jelen volt ezeknél az állatoknál is; ahogyan az elsőként 1924-ben, egy Oviraptor leletnél megmutatkozott, bár ezt a csontot kezdetben tévesen köztes kulcscsontként azonosították. Az 1970-es években John Ostrom felélesztette a dinoszaurusz–madár kapcsolat elméletet, mely igazából az elkövetkező évtizedekben vált fontossá, amikor a kladisztikai analízis megjelent, és egyre több kis méretű theropodát, illetve korai madarat fedeztek fel. Különösen a Yixian-formációban (Jihszien) talált maradványok váltak fontossá, melyek között különböző theropodák és korai madarak is előfordultak, gyakran tollszerű struktúrákkal együtt.
A madarak és a madarak közé nem tartozó dinoszauruszok sokban hasonlítanak egymásra. A madarak több mint száz olyan anatómiai jellemzővel rendelkeznek, amelyek megtalálhatók a theropoda dinoszauruszoknál is, emiatt őket (és közöttük is leginkább a coelurosaurusok Maniraptora csoportját) tekintik a legközelebbi őseiknek. Néhány tudós, mint például Alan Feduccia és Larry Martin más evolúciós utakat is lehetségesnek tartanak, melyek között szerepel Heilmann bazális archosaurusokról alkotott elméletének átdolgozott változata, illetve az a teória is, hogy ugyan a maniraptora theropodák voltak a madarak ősei, de ők maguk nem voltak dinoszauruszok, csupán a konvergens evolúció következményeként hasonlítottak rájuk.

### Tollak

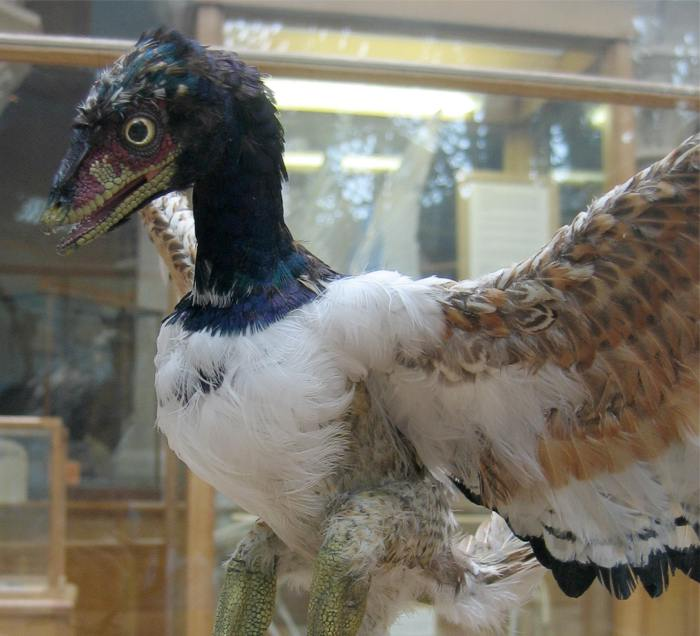
Az Archaeopteryx lithographica rekonstrukciója az Oxfordi Egyetem Természetrajzi Múzeumában

Az 1861-ben felfedezett Archaeopteryx az elsőként megtalált példa a „tollas dinoszauruszra”. Az első lelet a dél-németországi Solnhofen bányájának mészkőrétegéből került elő, amelyben rendkívül részletes fosszíliák találhatók. Az Archaeopteryx egy átmeneti fosszília, nyilvánvalóan a modern hüllők és a madarak közötti állapotot képviseli. Mivel a felfedezés csak két évvel követte Darwin A fajok eredete című művének megjelenését, felszította az evolúcióelmélet és a kreacionizmus támogatói közötti vitákat. Ez a korai madár annyira dinoszaurusz-szerű, hogy a tollak lenyomata nélkül könnyen összetéveszthető a Compsognathusszal.

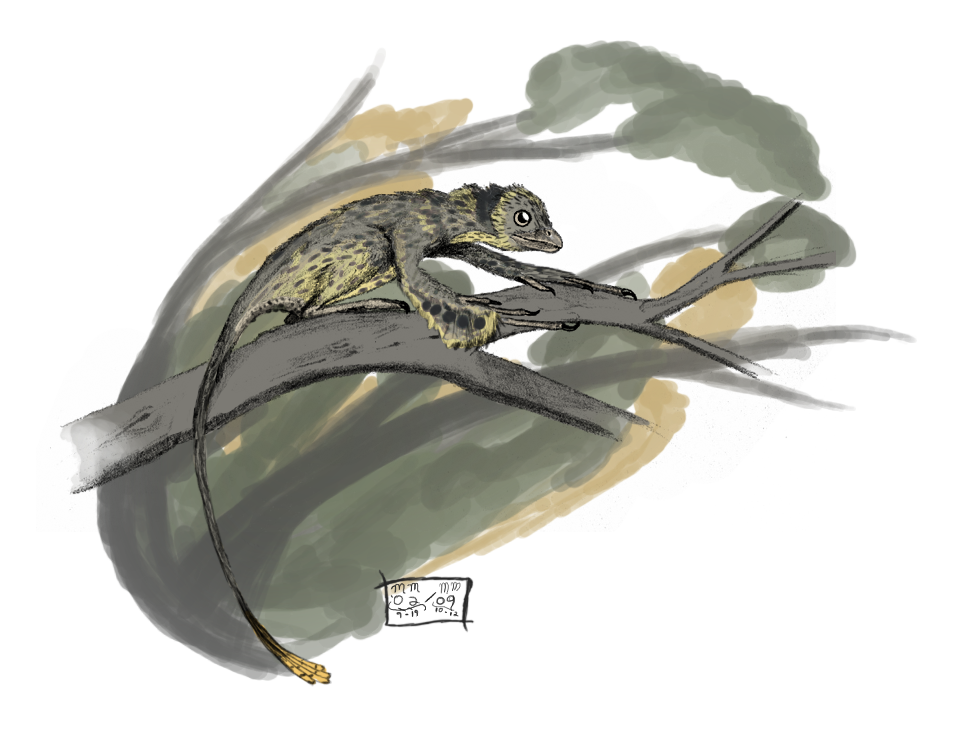
Scansoriopteryx

Az 1990-es évektől kezdődően számos további tollas dinoszaurusz maradványa került elő, újabb bizonyítékokkal szolgálva a dinoszauruszok és a madarak közötti közeli kapcsolatra. A legtöbb leletet az észak-kínai Liaoning tartományban találták meg, amely a kréta időszak idején egy szigetkontinenshez tartozott. Habár toll-lenyomatokat csak az itteni Jehol-bióta lagerstättéjében (csúcslelőhelyén) és még pár másik helyen találtak, lehetséges, hogy a világ más részein élő, a madarak közé nem tartozó dinoszauruszok egy része is tollas volt. A tollas leletek hiányát az magyarázza, hogy a fosszilizációs folyamat során a bőr és a tollak csak ritkán őrződnek meg. Az eddig felfedezett kezdetleges (vékony, rostszerű) prototollakkal rendelkező dinoszauruszok között találhatók compsognathidák (például a Sinosauropteryx) és tyrannosauroideák (például a Dilong ), fejlettebb, tollrostokkal rendelkező dinoszauruszok azonban csak a coelurosaurusok Maniraptora alcsoportjából váltak ismertté, amely tartalmazza az oviraptorosaurusokat, a troodontidákat, a dromaeosauridákat, valamint a madarakat. A tollas dinoszauruszokról készült leírások azonban vitákat váltottak ki; a téma talán a legismertebb két kritikusa Alan Feduccia és Theagarten Lingham-Soliar, akik kijelentették, hogy a prototollak valójában elbomlott kollagénrostok, amelyek a dinoszauruszok kültakarója alatt helyezkedtek el, illetve, hogy a tollrostos maniraptorák valójában nem voltak dinoszauruszok, csupán a konvergens evolúció eredményeként hasonlítottak ezekre az állatokra. Elképzeléseik nagy részét azonban más kutatók nem fogadták el, mivel úgy találták, hogy a tudományos alapjuk megkérdőjelezhető.

### Csontváz

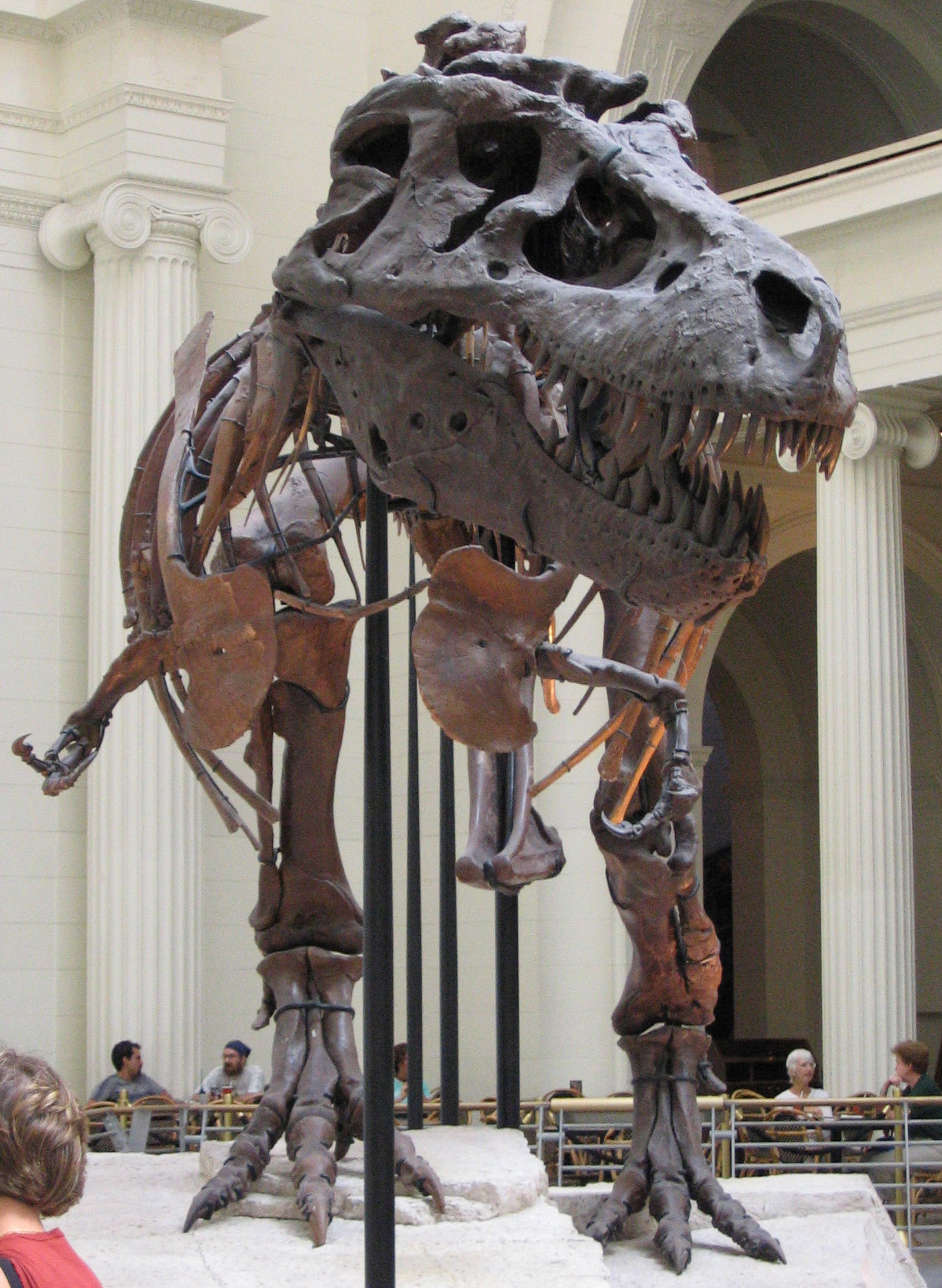
A legjobb állapotban megmaradt Tyrannosaurus rex, Sue csontváza a Field Természetrajzi Múzeumban (Field Museum of Natural History)

Mivel a tollakat általában a madarak sajátosságának tartják, a tollas dinoszauruszokat a madarak és a dinoszauruszok közötti hiányzó láncszemnek tekintik. Az őslénykutatók számára azonban lényegesebb a két csoport csontvázrendszerének számos közös vonása. A madarak és a dinoszauruszok csontvázának összehasonlítása és a kladisztikai analízis megerősítette a két csoport közötti kapcsolat valószínűségét, különösen a theropodák egyik ágát, a maniraptorákat illetően. Hasonlóságok figyelhetők meg a nyak, a szeméremcsont, a csukló (félhold alakú kéztőcsont), a kar és a vállöv, a lapocka, a kulcscsont és a szegycsont esetében.

### Lágy szövet anatómia

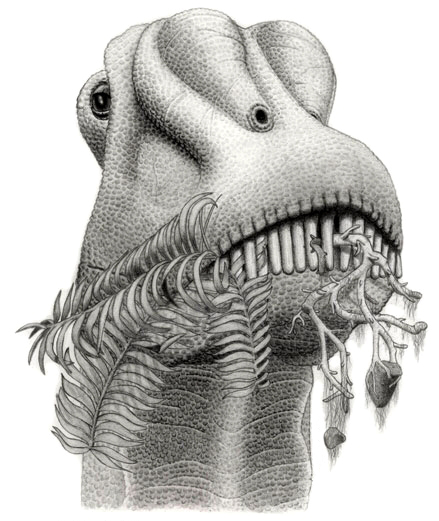
A Diplodocus is zúzóköveket nyelt le a pálmalevelek emésztésének megkönnyítésére

Az Ohiói Egyetem Patrick O'Connor által vezetett vizsgálata bebizonyította, hogy a nagy húsevő dinoszauruszok olyan összetett légzsákrendszerrel rendelkeztek, mint amilyennel a mai madarak. A theropoda dinoszauruszok (két, madárszerű lábon járó húsevők) tüdeje ugyanúgy pumpálhatott levegőt a nagy csöves csontok belsejébe is benyúló légzsákokba, mint ahogyan az a madaraknál is történik. „A madarak egyedi jellegzetességeinek őseiknél is léteznie kellett valamilyen formában”, jelentette ki O'Connor (2005-ben).
A Public Library of Science ONE című online folyóirat 2008. szeptember 29-ei számában levő Aerosteon riocoloradensis leírás szolgáltatja a legszilárdabb bizonyítékot arra, hogy a dinoszauruszok madárszerű légzőrendszerrel rendelkeztek. A CT vizsgálat feltárta, hogy az Aerosteon testüregében légzsákok helyezkedtek el.
A madarak és a dinoszauruszok közti közeli rokonság újabb nyilvánvaló jele a zúzókövek használata. Az állatok által lenyelt kövek a gyomorba jutva segítik a nehezen emészthető rostos táplálék megőrlését. A fosszíliákhoz tartozó zúzóköveket gasztrolitoknak nevezik.

### Szaporodásbiológia
Egy 2003-ban felfedezett Tyrannosaurus rex csontváz arra szolgált bizonyítékul, hogy a dinoszauruszok és a madarak közös őssel rendelkeznek, továbbá első ízben tette lehetővé egy dinoszaurusz nemének megállapítását. A tojáshéjképzéshez szükséges kalciumot a nőnemű madarak az úgynevezett medulláris csontban raktározzák, amely a madár lábcsontjainak belsejében, a belső csonthártya és a csontvelő között található speciális csontszövet. A Tyrannosaurus rex hátsó lábcsontjainak hasonló csontszövet-maradványai azt sejtetik, hogy a zsarnokgyík is ilyen szaporodási stratégiát követett, és egyben a megtalált egyed nőnemű volt. A további kutatások a theropodák közé tartozó Allosaurus és az ornithopodák közé tartozó Tenontosaurus maradványai között is megtalálták a medulláris csontot. A tény, hogy az Allosaurus, a Tyrannosaurus és a Tenontosaurus egyazon fejlődési vonalon található, arra utal, hogy a dinoszauruszoknál nagyon korán kifejlődött ez a jellegzetesség. A medulláris csont a kifejletlen példányoknál is megtalálható, ami azt jelzi, hogy a dinoszauruszok nagy méretükhöz képest elég gyorsan elérték az ivarérettséget.

### Viselkedésre utaló bizonyíték
Egy 2004-ben felfedezett troodontida fosszíliáján a madarakra jellemző alvó testhelyzet látható, amelyben az állat hátra fordított fejét az egyik karja alá dugja. Ez a póz a mai madaraknál a fej melegen tartására szolgál.

## Kihalás
A madarak közé nem tartozó dinoszauruszok 66 millió évvel ezelőtt hirtelen bekövetkező tömeges kipusztulása az őslénytan egyik legvitatottabb problémája. A legtöbb elmélet abból indul ki, hogy a kréta végének faunapusztulása gyors, pillanatszerű folyamat volt, és erre keresik a magyarázatot. Amennyiben azonban az élővilág változása folytonos a kréta közepétől – amit az őslénytani bizonyítékok jelenleg megerősítenek –, a kipusztulási elméleteknek eleve nincs alapjuk.
Ez idő tájt számos más állatcsoport, például az ammoniteszek, a nautilus-szerű puhatestűek, a moszaszauruszok, a plezioszaurusok, a pteroszauruszok, több madárfaj és egyes emlőscsoportok kihalására is sor került. Ezt a tömeges fajpusztulást kréta–tercier kihalási eseménynek (röviden K-T eseménynek) nevezik. Az 1970-es évek óta zajlik a folyamat okainak kiterjedt vizsgálata; napjainkban az őslénykutatók többféle elméletet is valószínűsítenek. Az elterjedt elmélet szerint a dinoszauruszok kihalásának fő oka egy becsapódási esemény volt, de egyes tudósok úgy gondolják, hogy más ok vagy esetleg több különböző körülmény vezethetett a dinoszauruszok fosszilis rekordból való eltűnéséhez. Az észak-amerikai Hell Creek-formáció minden előfordulási helyén tapasztalható, hogy a kréta–tercier határt jóval megelőzően kezd fogyni a dinoszaurusz-populáció, és a határt megelőző egy méteres réteg teljesen mentes dinoszaurusz-leletektől.
A mezozoikum közepén nem léteztek sarki jégsapkák, és a tengerszint becslések szerint 100 és 250 méter között változott, azaz magasabban volt, mint korunkban. A bolygó hőmérséklete egységesebb volt, mindössze 25 Celsius foknyi eltérés volt a sarkok és az egyenlítő között. A levegő átlaghőmérséklete is magasabb volt a jelenleginél; a sarkoknál például 50 °C-kal volt melegebb, mint napjainkban.
A mezozoikumban a légkör összetétele is nagyban eltért a jelenlegitől. A szén-dioxid-szint több becslés alapján is jóval magasabb volt a mainál; a triász kezdetén körülbelül a mai érték háromszorosa lehetett, a kréta végére pedig nagyjából a kétszeresére csökkent. Az oxigénszint a triász elejére jellemző körülbelül 15%-os értékről folyamatosan emelkedett, az időszak végére megközelítve a mai 21%-os szintet. A szintemelkedés a jura során lassabb ütemben folytatódott, nagyjából 26%-ig, majd a kréta idején ismét felgyorsult, elérve a körülbelül 28%-os értéket. A kréta időszak végén azonban a környezet drámaian megváltozott. A vulkanikus tevékenység lecsökkent, ami a légkör lehűlésével és a szén-dioxid-szint csökkenésével járt. Az oxigénszint előbb ingadozott, majd végül számottevően lecsökkent. A tudósok egy része azt feltételezi, hogy a klímaváltozás és az ezzel együtt járó oxigénszint-csökkenés számos faj kihalásához vezetett. Amennyiben a dinoszauruszok légzőrendszere a jelenlegi madarakéhoz hasonlított, akkor nyilvánvalóan nagyban megnehezítette a túlélésüket az oxigénhiány, ugyanis óriási testük miatt rengeteg oxigénre volt szükségük.

### A változó körülményekhez való sikertelen alkalmazkodás
Lloyd és tudóstársai (2008-ban) megjegyezték, hogy a középső kréta idején, zárvatermő virágos növények a szárazföldi ökoszisztémák fontos részévé váltak, átvéve a nyitvatermők, például a tűlevelűek helyét. A dinoszauruszok ürülékfosszíliái azt jelzik, hogy, bár a növényevők már megkezdték a zárvatermők fogyasztását, a legtöbbjük mégis főként nyitvatermőkkel táplálkozott. A statisztikai elemzés módszerével megállapították, hogy, a korábbi kutatásokkal ellentétben a dinoszauruszoknak nem alakult ki sokféle új változata a késő kréta idején. Lloyd és társai véleménye szerint, a dinoszauruszoknak nem sikerült az ökoszisztémák változásait követve elég sokfélévé válniuk, ami végül a kihalásukhoz vezetett.

### Lehetséges paleocén túlélők
A madarak közé nem tartozó dinoszauruszok maradványai alkalmanként megtalálhatók a K-T határ felett is. 2001-ben Robert A. Zielinski és James R. Budahn őslénykutatók beszámoltak egy hadrosaurida lábcsontleletről, amelyet az Új-Mexikó állambeli San Juan Basinben találtak. A kőzetréteget, amelyben a fosszíliát felfedezték, a korai paleocén korra, megközelítőleg 64,5 millió évvel ezelőttre datálták. Amennyiben a kövület nem később került ebbe a rétegbe, például az időjárás hatására, akkor bizonyítékot jelent arra nézve, hogy egyes dinoszauruszpopulációk megérhették a kainozoikum első fél millió évét. További bizonyítékok kerültek elő a Hell Creek-formációból, ahol a maradványok 1,3 méteres mélységben helyezkedtek el, ami a K-T határnál több mint 40 000 évvel később keletkezett. A világ más részein, például Kínában is történtek hasonló felfedezések. Számos tudós azonban elveti a „paleocén dinoszauruszok” elméletét, véleményük szerint ugyanis az ilyen leletek csak áthelyeződtek, például kimosódtak eredeti helyükről, majd újra betemetődtek a később keletkezett rétegekben, illetve úgy vélik, hogy amennyiben helyes a rájuk vonatkozó kormegállapítás, a maroknyi túlélő paleocén dinoszaurusz jelenléte nem ingatja meg a dinoszauruszok kihalásának tényét.

### Kriptozoológia
A kriptozoológia kutatási tárgyát képező szóbeszédek között találhatók olyanok, amelyek jelenkori dinoszauruszok létezését valószínűsítik. Az afrikai Kongóból, Kamerunból és Gabonból a 18. század vége óta érkeznek beszámolók egy, a helybéliek által Mokele mbembe-nek nevezett, a mocsaras dzsungelekben élő elefánt méretű növényevő állatról, amely a szemtanúk szerint hosszú nyakkal és farokkal rendelkezik és leginkább egy sauropodára emlékeztet. Egy 2004 márciusából Pápua Új-Guineáról származó hír szerint Új-Britannia szigetének lakói egy 3 méter magas, szürke, két lábon járó ragadozó állatot láttak, ami kutyaszerű fejjel és krokodilszerű farokkal rendelkezett. Öt évvel korábban a Murray-tó közelében egy ehhez hasonló állatot figyeltek meg, melyet a szemtanúk szintén dinoszaurusznak véltek. Habár bolygónkon meglehetősen sok, nehezen megközelíthető lakatlan terület létezik, és évről évre számos új állatfajt fedeznek fel (például 1938-ban Dél-Afrika partjai közelében egy korábban kihaltnak vélt bojtosúszójú halat találtak), jelenleg nincs tudományos bizonyíték arra, hogy napjainkban is léteznének dinoszauruszfajok, így az ilyen témájú beszámolók hitelessége megkérdőjelezhető.

### Aszteroida-becsapódás

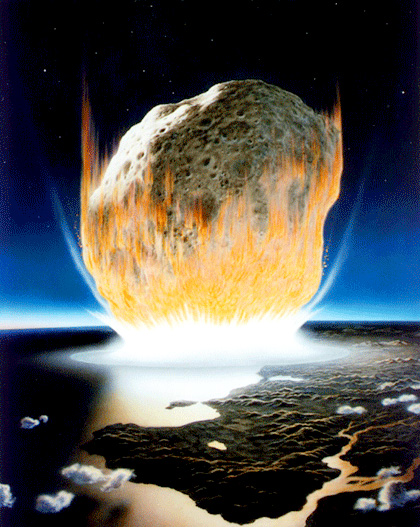
A becsapódás pillanatának művészi rekonstrukciója

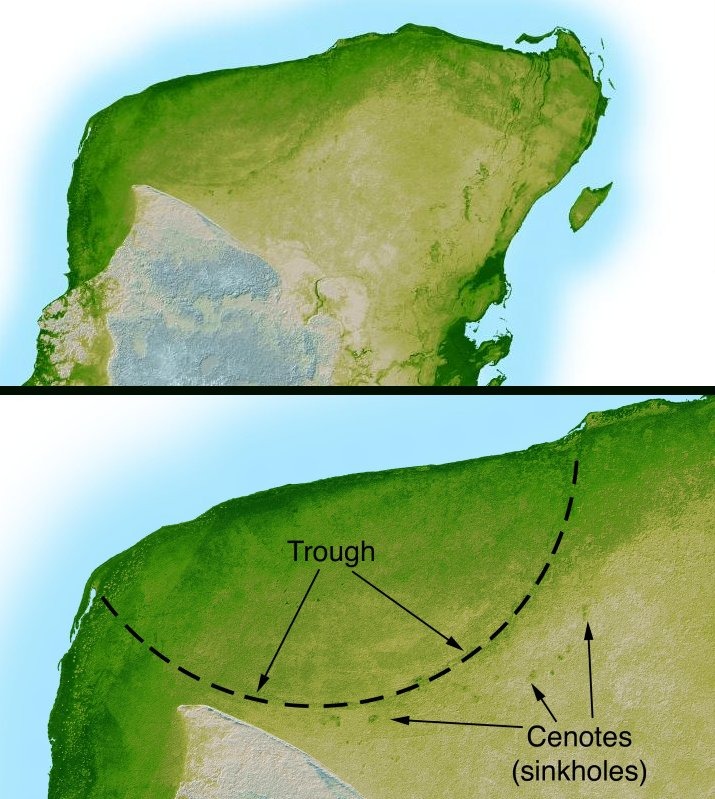
A Yucatán-félsziget csúcsán elhelyezkedő Chicxulub-kráter, amelyet az a becsapódás hozhatott létre, amely a meteorit-elmélet szerint a dinoszauruszok kihalását okozta

Az aszteroida-becsapódás elméletet, mely szerint a kréta időszak végén, 66 millió évvel ezelőtt egy kisbolygó becsapódása okozta a tömeges fajpusztulást, elsőként Luis Walter Alvarez javasolta 1980-ban. Alvarez szerint a Földön egyébként ritkán előforduló, de az ehhez az időszakhoz tartozó kőzetrétegekben mindenhol jelen levő irídium réteg egyértelműen bizonyítja a becsapódás tényét. A bizonyíték alapján feltételezhető, hogy a mexikói Yucatán-félsziget környékén lévő 170 kilométer átmérőjű Chicxulub-krátert egy nagyjából 5–15 kilométeres kisbolygóval történő ütközés hozta létre, amely elindította a fajok tömeges kihalását. A kisbolygó-becsapódás elméletet egy nemzetközi tudóscsoport által 2010-ben megjelentetett tanulmány bizonyítottnak találta. A tudósok nem biztosak abban, hogy mely dinoszauruszok gyarapodtak vagy fogytak a katasztrófát megelőzően. Egyes tudósok szerint a tárgy becsapódása hosszú és természetellenes, a nukleáris télhez hasonló lehűlést okozott a földi atmoszférában, míg mások szerint szokatlan hőhullámot indított el.
Habár a fosszilis maradványok segítségével nem állapítható meg a kihalás sebessége, a különböző modellek alapján úgy vélik, hogy a folyamat rendkívül gyorsan zajlott le. Az elméletet támogató tudósok megegyeznek abban, hogy a tömeges pusztulást közvetlen és közvetett hatások okozták: az aszteroida becsapódásából származó hő, valamint a becsapódás után felszálló és a nap sugarait visszaverő nagy mennyiségű por miatti globális lehűlés.
2007 szeptemberében, William Bottke és kutatótársai a Southwest Research Institute-nál a Colorado állambeli Boulderben, cseh tudósokkal együtt egy számítógépes szimulációt készítettek a Chicxulub-becsapódás lehetséges okának beazonosítására. Számításuk szerint 90% a valószínűsége annak, hogy 160 millió évvel ezelőtt a 298 Baptistina nevű, körülbelül 160 kilométer átmérőjű kisbolygó szülőégitestje a Mars és a Jupiter között elhelyezkedő kisbolygóövben nekiütközött egy másik, nagyjából 55 kilométeres, névtelen aszteroidának. A becsapódástól a Baptistina darabokra tört, egy törmelékcsoportot alkotva, ami napjainkban Baptistina-család néven ismert. A számítások kimutatták, hogy egyes töredékek ütközőpályára álltak a Föld irányában, egy nagyjából 10 kilométer széles darab pedig 66 millió évvel ezelőtt becsapódott a Yucatán-félszigeten, létrehozva a 175 kilométer átmérőjű Chicxulub-krátert.
Egy hasonló, de jóval vitatottabb elmélet szerint a Nap feltételezett társcsillaga, a Nemezis Oort-felhőn történő áthaladása üstököszáport eredményezett. Az üstökösök közül egy vagy több körülbelül egy időben a Földnek ütközött, világméretű pusztulást okozva. Az egyetlen aszteroidához hasonlóan, a földfelszínt bombázó üstökösök is hirtelen globális hőmérséklet-csökkenést okoztak, amit egy hosszú hideg időszak követett.

### Dekkán-trapp
2000 előtt úgy vélték, hogy az indiai Dekkán-fennsík részét képező Dekkán-trapp bazalttömbjeit kialakító vulkánosság fokozatos kihalási eseményt okozott, ami 68 millió évvel ezelőtt kezdődött és 2 millió éven át tartott. Azonban bizonyíték van arra, hogy a vulkáni takaró 2/3 része nagyjából 66 millió éve, csupán 1 millió év alatt keletkezett az egymást követő kitörések folyamán, melyek egy meglehetősen gyors, talán mindössze néhány ezer éven át tartó kihalási időszakot eredményezhettek, ami még mindig hosszabb annál, ami egy becsapódási eseményt követhetett.
A Dekkán-trapp kialakulása többféle módon is tömeges fajpusztuláshoz vezethetett, például a hamu és a kéntartalmú gázok levegőbe kerülése csökkenthette a növényekhez eljutó napfény mennyiségét, gátolva a fotoszintézist. Emellett a Dekkán-trapp vulkanikus tevékenysége szén-dioxid kibocsátással járhatott, ami növelhette az üvegházhatást addig, amíg a hamu és a gázok ki nem ürültek az atmoszférából. A dinoszauruszok tömeges kihalását megelőzően a Dekkán-trapp vulkanikus gáz kibocsátása szerepet játszott egy nyilvánvalóan nagy mértékű globális felmelegedés kialakulásában. Egyes adatok arra utalnak, hogy az átlaghőmérséklet emelkedése 8 °C volt a Chicxulubnál történt becsapódás előtti utolsó fél millió évben.
Azokban az években, amikor a Dekkán-trapp elméletet a lassú kihaláshoz kapcsolták, Alvarez (aki 1988-ban elhunyt) kijelentette, hogy az őslénykutatók megfeledkeztek a Signor–Lipps hatásról, amely szerint többek között a fosszilis adatok alapján lehetetlen pontosan meghatározni, hogy egy adott faj pontosan mikor halt ki, és ez mennyi ideig tartott. Az állítás kezdetben nem talált kedvező fogadtatásra, később azonban a fosszilis kőzetágyak intenzív tanulmányozásával sikerült megalapozni. Végül az őslénykutatók többsége elfogadta azt az elméletet, ami szerint a kréta időszak végi tömeges kihalás nagyrészt, de legalábbis részben egy erőteljes becsapódás következménye volt. Ám Alvarez azt is elismerte, hogy ezt az eseményt más, nagy mértékű változások előzték meg, például a tengerszint csökkenése és a Dekkán-trapp erőteljes vulkánkitörései, melyek szintén közrejátszhattak a fajpusztulásokban.

## A felfedezések története
A dinoszaurusz kövületek már évezredek óta ismertek, de valódi természetük sokáig rejtve maradt; a kínaiak, akik a dinoszauruszokra a kunglung (恐龍, konglong), azaz 'rettentő sárkány' szót használták, a csontokat a sárkányénak tulajdonították. Az első írásos feljegyzés a Csin-dinasztia (Jin-dinasztia) idején (az i. sz. 4. század táján) élt Csang Csü (Zhang Qu) Hua Jang Kuo Cse (Hua Yang Guo Zhi) című könyvében olvasható, amely egy, a Szecsuan tartománybeli Vucsengben (Wuchengben) felfedezett sárkány csontjairól számol be. Napjainkban Szecsuan Kína (és a világ) leggazdagabb dinoszaurusz-lelőhelyeként ismert. Közép-Kína falvainak lakói hosszú időn át hasznosították a hagyományos gyógyászatban a sárkánycsontoknak vélt, felszínre került dinoszaurusz fosszíliákat, és ez a szokás még napjainkban is él. Európában úgy hitték, hogy ezek a maradványok az Özönvíz előtt élt óriásoktól és más lényektől származnak.
A napjainkban dinoszaurusz csontfosszíliákként ismert tárgyakról készült legkorábbi tudományos leírások a 17. századi Angliában születtek meg. 1676-ban, az Oxford közelében fekvő Cornwallban egy mészkőlelőhelyen egy combcsont töredékre bukkantak, ami az Oxfordi Egyetem kémiaprofesszorához és az Ashmolean Museum első kurátorához, Robert Plothoz került, aki az 1677-ben kiadott Natural History of Oxfordshire (Oxfordshire természetrajza) című művében egy leírást jelentetett meg róla. Plot a kövületet egy, a ma élőknél nagyobb, ismeretlen állat combcsontjának alsó részeként azonosította, és úgy vélte, hogy egy olyan óriás lábcsontja lehet, amihez hasonlóról a Biblia tesz említést. Később a lelet elveszett, de a róla készült metszet alapján megállapították, hogy a Megalosaurushoz tartozott. A tárgyról 1763-ban Richard Brooks újabb leírást készített, és „Scrotum humanumnak” nevezte el, mivel a megjelenése egy pár emberi herére emlékeztette. Ez az elnevezés a binomiális nevezéktan szempontjából nem tekinthető helyesnek. 1699-ben Sir Isaac Newton egyik barátja, Edward Lhuyd egy leírást és egy nevet alkotva végezte el az első publikált tudományos eljárást egy olyan lelethez (egy foghoz) kapcsolódóan, amiről a későbbiek során kiderült, hogy egy dinoszauruszhoz, a „Rutellum implicatumnak” nevezett sauropodához tartozik. Ezt a fosszíliát Caswellben, az Oxfordshire megyei Witney közelében fedezték fel.

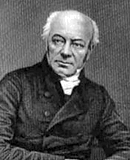
William Buckland

1815 és 1824 között William Buckland, az Oxfordi Egyetem geológiaprofesszora több fosszilizálódott Megalosaurus csontot gyűjtött össze, és elsőként ő jelentetett meg dinoszauruszról szóló cikket egy tudományos folyóiratban. A Megalosaurus lett az első olyan dinoszaurusz nem, melyről szakszerű leírás készült. A másodikként megtalált nem az angol geológus, Gideon Mantell felesége által, 1822-ben felfedezett Iguanodon volt. Gideon Mantell felismerte a maradványok és a modern leguánok közti hasonlóságot, és 1825-ben publikálta felfedezését.
A „nagy gyíkok kövületeinek” tanulmányozása hamarosan egyre nagyobb érdeklődést váltott ki mind az európai, mind pedig az amerikai tudósok között, 1842-ben pedig az angol őslénykutató, Richard Owen megalkotta a „dinoszaurusz” szót. Owen felismerte, hogy az Iguanodon, a Megalosaurus és a Hylaeosaurus maradványai számos hasonlósággal rendelkeznek és emiatt úgy döntött, hogy önálló taxonómiai csoportba kell besorolni őket. Viktória királynő férjének, Albert hercegnek a támogatásával a londoni South Kensingtonban megalapította a Természetrajzi Múzeumot, ahol a biológiai és földrajzi leletek mellett, a dinoszaurusz kövületeket is kiállították.
Amerikában hivatalosan 1858-ban fedezték fel az első dinoszauruszt, Haddonfield New Jersey-i kisváros márgabányájában (habár korábban is találtak már kövületeket, azokat nem sikerült beazonosítani). A faj a felfedezője William Parker Foulke után a Hadrosaurus foulkii nevet kapta. Ez a lelet rendkívüli fontosságú, ugyanis ez volt a legelső, majdnem teljes egészében előkerült dinoszaurusz csontváz (legelőször 1834-ben az angliai Maidstone-ban találtak hasonlót), valamint ez volt az első olyan, amely egyértelműen egy két lábon járó lényhez tartozott. Mindaddig a tudósok úgy vélték, hogy a dinoszauruszok a gyíkokhoz hasonlóan négy lábon jártak, ez a forradalmi felfedezés azonban megváltoztatta a róluk alkotott elképzeléseiket és a hatására valóságos dinoszauruszmánia söpört végig az Egyesült Államokon.

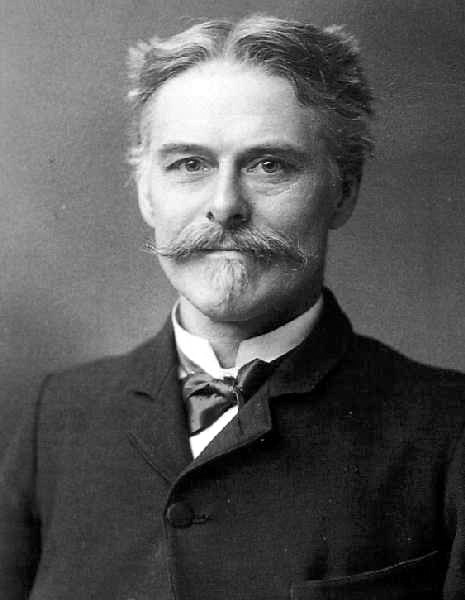
Edward Drinker Cope, (19. századi fénykép)

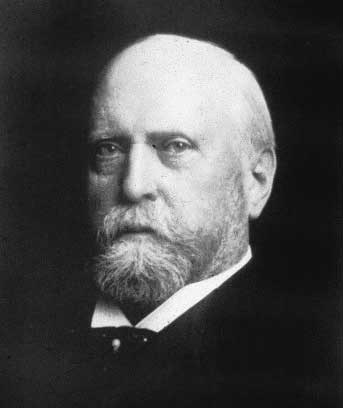
Othniel Charles Marsh, (19. századi fénykép)

A dinoszauruszmániát jól példázza az Edward Drinker Cope és Othniel Charles Marsh közti heves rivalizálás. Kettejük új fajok felfedezésért való versengése csontháború néven vált ismertté. Az ellentét feltehetően akkor kezdődött, amikor Cope hibásan rekonstruálta egy Elasmosaurus csontvázát, ugyanis tévedésből az állat fejét a csontváz farka végéhez illesztette. A két tudós közti harc mintegy 30 éven át tartott és 1897-ben Cope halálával végződött, aki a teljes vagyonát ráköltötte a dinoszauruszvadászatra. Marsh azért aratott győzelmet, mert kapcsolatai révén támogatást kapott az Egyesült Államok Geológiai Szolgálatától. Sajnálatos módon számos dinoszauruszlelet sérült, illetve semmisült meg a két rivális durva módszerei miatt: gyakran megesett például, hogy a kövületek felszínre hozásához dinamitot használtak (ami a mai őslénykutatók számára megdöbbentő lehet). Emellett azonban nagy hatással voltak az őslénytan fejlődésére: Marsh 86 és Cope 56 felfedezésével összesen 142-vel nőtt az ismert dinoszauruszfajok száma. Cope gyűjteménye jelenleg a New York-i Amerikai Természetrajzi Múzeumban található, míg Marsh leletei a Yale Egyetemen, a Peabody Természetrajzi Múzeumban tekinthetők meg.
1897 után a dinoszauruszkövületek utáni kutatás idővel valamennyi kontinensre átterjedt, beleértve az Antarktiszt is, ahol elsőként egy ankylosaurust találtak 1986-ban, a Ross-szigeten, ami az Antarctopelta oliveroi nevet kapta, majd 1994-ben egy tudományos folyóiratban hivatalos leírást jelentettek meg az első antarktiszi fajról, a Cryolophosaurus elliotiról.
Napjainkban intenzív kutatás folyik Dél-Amerikában (különösen Argentínában) és Kínában. Kínából számos kivételes tollas dinoszauruszfaj került elő, köszönhetően a fosszilizálódásnak kedvező földrajzi adottságoknak és a száraz klímának.

### A „dinoszaurusz reneszánsz”
A dinoszauruszkutatás fellendülése az 1970-es években kezdődött. Ez részben annak volt köszönhető, hogy John Ostrom felfedezte a Deinonychust, amely egy aktív életmódot folytató ragadozó volt, és feltehetően meleg vérű is, ellentétben a korábbi elképzeléssel, amely szerint ezek az állatok lomha hideg vérűek voltak. A gerinces őslénytan tudományágából a dinoszauruszkutatás önálló tudománnyá nőtte ki magát. Az őslénykutatók a legtöbb új felfedezést India, Dél-Amerika, Madagaszkár, az Antarktisz és Kína lakatlan területein tették (melyek közül kiemelkedőek a Kínában talált, jól konzerválódott leletek, amelyek azt támasztják alá, hogy a madarak a dinoszauruszok ma is élő leszármazottai). A széles körben alkalmazott kladisztika, mely szigorúan elemzi a biológiai szervezetek közti kapcsolatokat, nagy segítséget nyújt a dinoszauruszok tudományos osztályozásában. Más modern technikák mellett a kladisztikai analízis révén lehetővé válik a hiányos és töredékes fosszilis rekord kiegészítése.

### Dinoszauruszok Magyarországon

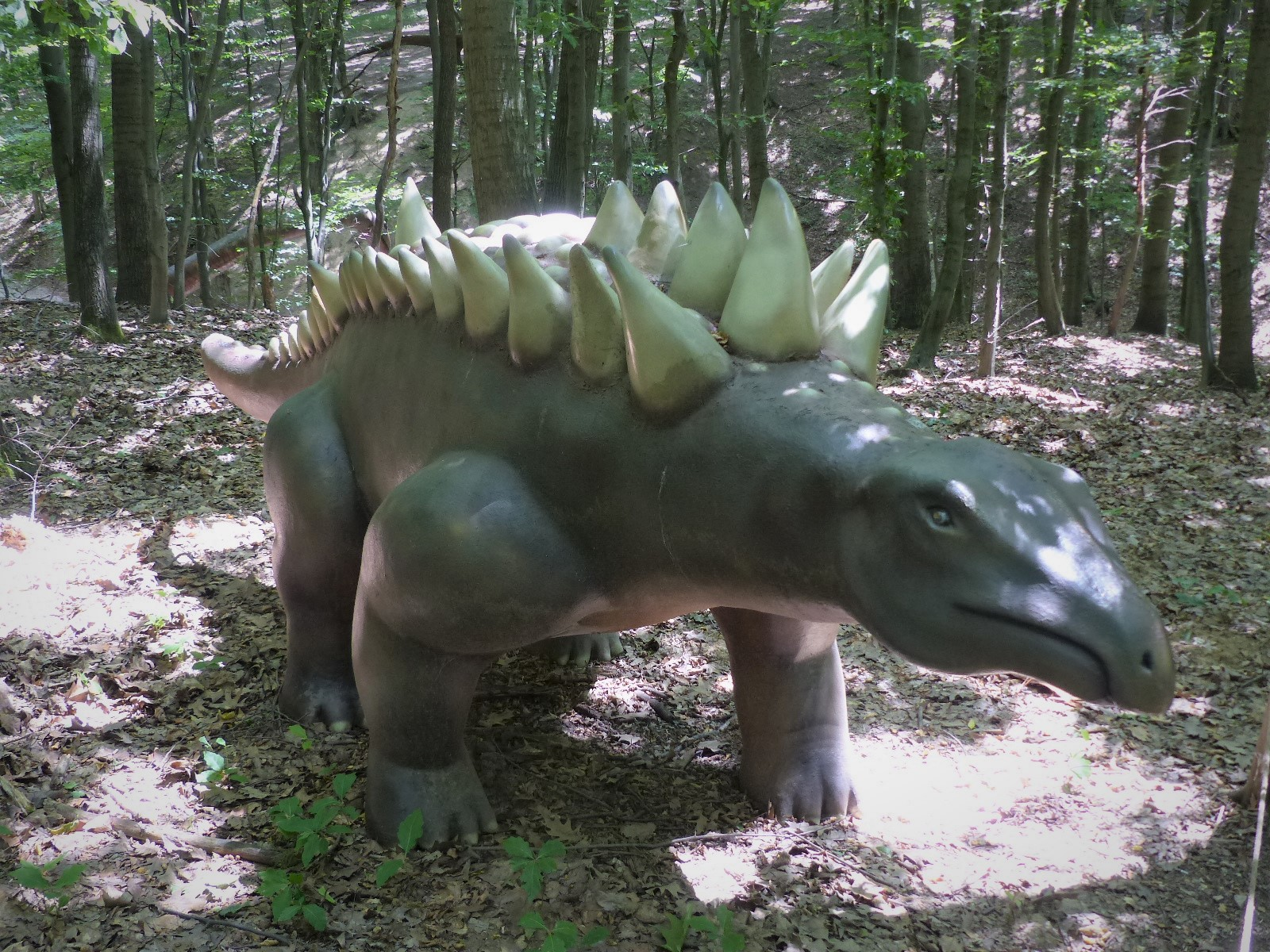
Hungarosaurus

Hazánk területét a mezozoikum idején nagyrészt tenger borította, így nálunk aránylag kevés dinoszauruszfosszília található. 1966-ban Pécs közelében Wein György geológus rábukkant néhány megkövesedett lábnyomra, amik feltehetően egy tengerparti mocsaras területről származnak. A lelet a későbbiekben megsemmisült, de az 1980-as években Komlón újabb nyomfosszíliákat fedeztek fel, amelyeket Kordos László egy új faj, a jura időszak elején élt theropoda, a Komlosaurus carbonis maradványaiként azonosított. 2000 tavaszán a Bakonyban levő, késő kréta korban létrejött Csehbányai-formáció iharkúti részén Ősi Attila találta meg az első csontfosszíliákat. Egy rhabodontida növényevő megkövült fogainak és csontjainak felfedezését az ankylosaurusok közé tartozó új nem, a Hungarosaurus megtalálása követte. Az ezt követő években a lelőhelyre számos expedíció indult, melynek eredményeként több összefüggő csontvázra és több ezer különálló fosszíliára bukkantak rá, például egy pulyka méretű és egy körülbelül 4 méteres theropoda fogaira. Ez idő tájt kerültek elő két pteroszaurusz, a Bakonydraco és egy, csak töredékek alapján ismert másik repülő hüllő maradványai is.

## Dinoszauruszok a popkultúrában

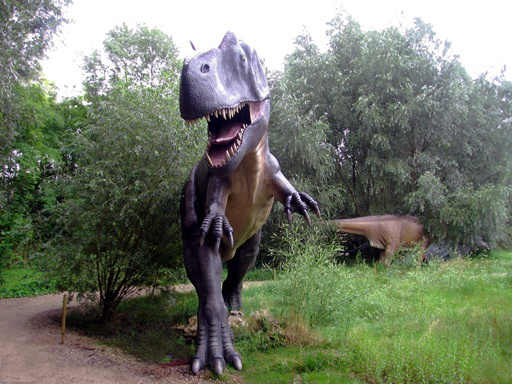
Allosaurus modell

Emberi mércével szemlélve a dinoszauruszok fantasztikus külsejű, és gyakran hatalmas méretű állatok voltak. Megragadták az emberek képzeletét és a populáris kultúra maradandó részévé váltak. Alig három évtizeddel az első maradványokról készült tudományos leírások megjelenése után a londoni Crystal Palace parkjában felállították a híres dinoszaurusz szobrokat. A szobrok iránt olyan nagy volt érdeklődés, hogy az árukapcsolásos kereskedelem egyik korai példájaként árusítani kezdték a másolataikat. Az azóta eltelt idő alatt a parkokban és múzeumokban látható dinoszauruszkiállítások a világ minden táján felkeltik a téma iránti érdeklődést. A dinoszauruszok népszerűsége sokáig fordított hatással volt a dinoszauruszkutatásra. A múzeumok népszerűségi versenye egyenesen a Mars és Cope között lezajlott Csontháború kitöréséhez vezetett, melyben mindketten arra törekedtek, hogy a másik félnél több látványos fosszíliát gyűjtsenek össze, a végeredmény pedig óriási hatást gyakorolt a tudományra.
A dinoszauruszok megőrizték a helyüket a modern kultúrában. Abban az időben, amikor még ezeket az állatokat hideg vérűnek és lomhának tartották, az angol nyelvben elterjedt a dinoszaurusz szó pejoratív használata, ami elavult, divatjamúlt vagy hanyatló dologra utal. A nyilvánosság dinoszauruszok iránti érdeklődése oda vezetett, hogy világszerte a populáris kultúra részévé váltak. Attól kezdve, hogy Charles Dickens futólag megemlítette a Megalosaurust az Örökösök című, 1852 és 1853 között megjelent regényének első oldalán, a dinoszauruszok számos fiktív műben tűntek fel. A nem fiktív művek szerzői, köztük neves őslénykutatók megpróbálták tovább növelni a dinoszauruszok népszerűségét, különösen a gyermekek körében, hogy ezzel olyan olvasókat neveljenek belőlük, akik érdeklődnek a dinoszauruszok és a tudomány iránt. A dinoszauruszok a reklámiparban is jelen vannak, ugyanis számos vállalkozás próbálja felhasználni a népszerűségüket a termékei eladására, illetve arra, hogy azok riválisait lassúnak és elavultnak tüntesse fel.

### Könyvek
Sir Arthur Conan Doyle regénye, Az elveszett világ egy dél-amerikai fennsíkról szól, ahol ősállatok, többek között dinoszauruszok élnek. V. A. Obrucsev Utazás Plutóniába című regényének szereplői a Föld belsejében találnak rá a felszínen már rég kihalt állatokra. Michael Crichton Jurassic Park című könyvében genetikai kísérlet során élesztik fel a dinoszauruszokat. Gerald Durrell Léghajóval a dinoszauruszok földjén című meseregényének hősei visszautaznak az időben, hogy találkozzanak a dinoszauruszokkal.

### Filmek
Az elveszett világ számos filmfeldolgozást ért meg. A Jurassic Parkot 1993-ban filmesítették meg és azóta négy folytatása is készült. Az 1933-as és 2005-ös King Kong filmekben szintén szerepelnek dinoszauruszok. A BBC 1999-es Dinoszauruszok, a Föld urai (Walking With Dinosaurs) című, hat részes dokumentumfilm-sorozata a dinoszauruszokat és a velük egyidőben élt más állatokat élethű, tudományos módon mutatja be. Azóta ennek több folytatása és különkiadása készült, melyek közül a Nagy Al balladája (The Ballad Of Big Al, 2000), Az Óriások földje (Walking With Dinosaurs: Land of Giants, 2003) és Az Óriási karom (Walking With Dinosaurs: The Giant Claw, 2003) kimondottan dinoszauruszokkal foglalkoznak, de a Tengeri szörnyek (Sea Monsters, 2003) trilógiában is feltűnik egy pár. A 2006-os Ősvilági kalandot (Prehistoric Park) az ITV készítette. A Discovery Channel Dinoszauruszok, az ősvilág urai (When Dinosaurs Roamed America, 2001) és a Dinoszauruszok bolygója című műsorai ugyanilyen típusú dokumentumfilmek, ám általában szigorúbb kritikákat kapnak.

### Rajzfilmek
Dinoszauruszok a főszereplői az Őslények országa, a Dínó és a Dínó tesó című animációs filmeknek. A Frédi és Béni, avagy a két kőkorszaki szaki című rajzfilmsorozatban a dinoszauruszok mint az ősemberek háziállatai szerepelnek. A Denver, az utolsó dinoszaurusz főhőse szintén egy dinoszaurusz, a Jégkorszak 3 – A dínók hajnala című animációs filmben is szerepelnek.

### Játékok
A számtalan méretű és formájú játékfigura megjelenése után a dinoszauruszok a Jurassic Park filmek hatására egyre több számítógépes játékba is bekerültek. Saját dinoszauruszparkot építhetünk a Jurassic Park: Operation Genesis (2003) című programban vagy akár vadászhatunk is rájuk például a Carnivores (1998) vagy a Carnivores 2 (1999) című játékokban. De korábban is felbukkantak már például a Super Mario World című játékban, ahol Mario segítőtársa és hátasállata Yoshi, a dinoszaurusz. A Jurassic World Evolution (2018) című számítógépes játékban dinoszauruszokat kell kutatni, létrehozni, és benépesíteni velük egy-egy állatparkot.

## Vallásos szemlélet
Az egyes vallási csoportok dinoszauruszokról alkotott elképzelése eltér a tudományos állásponttól. A tudósok többsége nem utasítja el a dinoszauruszok hit nézőpontjából történő vizsgálatát, de nem értenek egyet a tudományos kutatások eredményeivel ellentmondó állításokkal.

## Ajánlott irodalom

### Magyar nyelven
- Zdeněk V. Špinar, Zdeněk Burian. Élet az ember előtt. Gondolat (1985). ISBN 9632814096
- William Lindsay. Nagy dinoszaurusz atlasz. Budapest: Gulliver (1994). ISBN 9638466529
- Paul Barrett. Dinoszauruszok. Budapest: Geographia (2002). ISBN 9638624248
- Főzy István. A Kárpát-medence dinoszauruszai. Budapest: Focus (2004). ISBN 9639468290
- Norman David: Kis dinókönyv nagyoknak, Typotex Kiadó, 2011, ISBN 978-963-279-579-9
- Steve Brusatte: A dinoszauruszok tündöklése és bukása – Egy letűnt világ újraírt története, Park Könyvkiadó, 2021, ISBN 978-963-355-650-4

### Angol nyelven
- Bakker, Robert T.. The Dinosaur Heresies. New York: Morrow (1986). ISBN 0688042872
- Holtz, Thomas R. Jr.. Dinosaurs: The Most Complete, Up-to-Date Encyclopedia for Dinosaur Lovers of All Ages. New York: Random House (2007). ISBN 9780375824197
- Gregory S. Paul. The Scientific American Book of Dinosaurs. St. Martin's Press (2000). ISBN 0312262264
- Gregory S. Paul. Dinosaurs of the Air: The Evolution and Loss of flight in Dinosaurs and Birds. Baltimore: The Johns Hopkins University Press (2002). ISBN 0801867630

## Fordítás
- Ez a szócikk részben vagy egészben a Dinosaur című angol Wikipédia-szócikk ezen változatának fordításán alapul.  Az eredeti cikk szerkesztőit annak laptörténete sorolja fel. Ez a jelzés csupán a megfogalmazás eredetét és a szerzői jogokat jelzi, nem szolgál a cikkben szereplő információk forrásmegjelöléseként.

### Magyarul
- Dinoszauruszok. [2008. szeptember 14-i dátummal az eredetiből archiválva]. (Hozzáférés: 2008. szeptember 3.)
- A dinoszaurusz-kutatás újdonságai. [2009. február 28-i dátummal az eredetiből archiválva]. (Hozzáférés: 2009. szeptember 3.)
- Elvisensius. (Hozzáférés: 2008. október 31.)
- Critical Biomass – Fosszíliák. [2008. május 27-i dátummal az eredetiből archiválva]. (Hozzáférés: 2008. szeptember 3.)
- Critical Biomass – A madarak eredete. (Hozzáférés: 2008. szeptember 3.)[halott link]
- Mecsek – Sopianicum – Földtan, őslénytan, flóra, fauna, természetvédelem – Őslénytan: A mecseki dinoszaurusz. (Hozzáférés: 2008. szeptember 3.)
- Mecsek – Sopianicum – Földtan, őslénytan, flóra, fauna, természetvédelem – Őslénytan: Komlosaurus carbonis KORDOS, 1983. (Hozzáférés: 2008. szeptember 3.)
- Nopcsa és a kavicsfogú álteknős. [2008. május 1-i dátummal az eredetiből archiválva]. (Hozzáférés: 2008. szeptember 3.)
- Dinoszauruszok Fórum. (Hozzáférés: 2008. szeptember 3.)
- "Elveszett madarak": Dinoszauruszok fórum. (Hozzáférés: 2008. szeptember 3.)

### Angol nyelven
Általános
- Hundreds of dinosaurs and dinosaur related topics. DinoDatabase.com. (Hozzáférés: 2010. december 23.)

Gyerekeknek
- Dinosaur Time Machine. [2008. augusztus 28-i dátummal az eredetiből archiválva]. (Hozzáférés: 2008. szeptember 3.)
- Prehistoric Animals – Dinosaurs. [2008. december 10-i dátummal az eredetiből archiválva]. (Hozzáférés: 2008. szeptember 3.)
- 30 Dinosaurs for painting. [2008. szeptember 21-i dátummal az eredetiből archiválva]. (Hozzáférés: 2008. szeptember 3.)
- The Dinosaur Interplanetary Gazette. (Hozzáférés: 2008. szeptember 3.)

Ismertető
- The Science and Art of Gregory S. Paul. (Hozzáférés: 2010. december 23.)
- Skeletal Drawing. [2015. március 17-i dátummal az eredetiből archiválva]. (Hozzáférés: 2008. szeptember 3.)
- Dinosaurs and other extinct creatures – Natural History Museum. (Hozzáférés: 2008. szeptember 3.)
- Dinosaurnews Webzine. [2005. március 23-i dátummal az eredetiből archiválva]. (Hozzáférés: 2008. szeptember 3.)
- The Dinosauria. (Hozzáférés: 2008. szeptember 3.)
- LiveScience – Dinosaurs. (Hozzáférés: 2008. szeptember 3.)
- Zoom Dinosaurs – EnchantedLearning.com. (Hozzáférés: 2008. szeptember 3.)
- Dinosaur Genus List. (Hozzáférés: 2008. szeptember 3.)
- Giant Dinosaurs Get Downsized. LiveScience.com, 2009. június 21.
- Discussions by Yann Oliver. [2004. október 11-i dátummal az eredetiből archiválva]. (Hozzáférés: 2008. szeptember 3.)

Tudományos
- Palaeontologia Electronica. (Hozzáférés: 2008. szeptember 3.)
- Dinobase - University of Bristol's Online dinosaur Database. [2008. február 25-i dátummal az eredetiből archiválva]. (Hozzáférés: 2008. szeptember 3.)
- DinoData. (Hozzáférés: 2008. szeptember 3.)
- The Dinosauria On-Line - DOL Dinosaur Omnipedia. [2008. január 25-i dátummal az eredetiből archiválva]. (Hozzáférés: 2008. szeptember 3.)
- Thescelosaurus!. [2009. július 31-i dátummal az eredetiből archiválva]. (Hozzáférés: 2009. április 22.)
- Palaeos - Dinosauromorpha Overview. [2008. február 18-i dátummal az eredetiből archiválva]. (Hozzáférés: 2008. szeptember 3.)
- Planet Dinosaur. [2008. október 7-i dátummal az eredetiből archiválva]. (Hozzáférés: 2008. szeptember 3.)